# Giubileo di platino di Elisabetta II del Regno Unito
Il Giubileo di platino di Elisabetta II del Regno Unito è stata la celebrazione del 70º anniversario dell'ascesa al trono della regina Elisabetta II del Regno Unito, avvenuta il 6 febbraio 1952, tramite una serie di manifestazioni lungo tutto il 2022. Le principali celebrazioni del Giubileo si sono svolte nei giorni dal 2 al 5 di giugno, con oltre 800 eventi organizzati tra Regno Unito e altri 80 Paesi, tra cui Australia, Canada, Nuova Zelanda e gli altri reami del Commonwealth.
Nel Regno Unito, il 3 giugno c'è stato un giorno festivo in più e il consueto giorno festivo primaverile è stato spostato da fine maggio al 2 giugno, per realizzare un fine settimana festivo giubilare di quattro giorni da giovedì 2 giugno a domenica 5 giugno. Il Governo britannico aveva promesso uno "spettacolo irripetibile" che "avrebbe mescolato il meglio dello splendore cerimoniale e dello sfarzo britannico con esibizioni artistiche e tecnologiche all'avanguardia". Si trattava della prima volta in cui un monarca britannico celebrava un giubileo di platino. Al tempo del Giubileo, Elisabetta II era al terzo posto nella classifica dei sovrani che hanno regnato più a lungo.
Iniziative per commemorare il Giubileo erano state annunciate anche dai governi di altre nazioni e territori del Commonwealth, tra cui Australia, Canada, Isole Cayman, Nuova Zelanda e Papua Nuova Guinea.
Elisabetta II è deceduta proprio nell'anno del suo Giubileo di platino, l'8 settembre, a 96 anni.

## Accession day(6 febbraio)
Il 6 febbraio 2022 si è celebrato l'Accession day, giorno effettivo dell'ascesa al trono della sovrana del Regno Unito. Per l'occasione la Regina ha scritto un messaggio per ringraziare la sua famiglia ed il pubblico per gli auguri ed il sostegno ricevuto. Nel messaggio la Regina ha rinnovato il suo impegno a servire il paese per tutta la sua vita, tenendo fede alla promessa fatta nel 1947, ed ha espresso il desiderio che Camilla, duchessa di Cornovaglia e moglie dell'erede al trono Carlo, diventi al momento opportuno regina consorte. Il messaggio è stato diffuso anche attraverso gli account social ufficiali della famiglia reale, dove, per l'occasione, sono state diffuse anche alcune immagini, scattate tra il 1957 ed il 2022,  ritraenti la sovrana affiancata dalla celebre "Red Box", la valigetta che contiene i documenti di Stato. Per celebrare l'Accession Day, il 5 febbraio si è tenuto un ricevimento a Sandringham House, che ha visto la partecipazione degli appartenenti al Women's Institute, dei pensionati della Sandringham Estate ed altri membri e rappresentanti di associazioni ed enti benefici locali.
Dei suoi settant'anni di regno e del futuro ha detto:
(Elisabetta II del Regno Unito)
Sono state pubblicate foto e filmati della regina al lavoro nel suo studio a Sandringham House. Il principe del Galles ha affermato che la devozione della regina per il benessere di tutto il suo popolo ispira un'ammirazione ancora maggiore ogni anno che passa.
Tributi e messaggi di congratulazioni sono arrivati dai leader di tutto il mondo, tra cui il presidente degli Stati Uniti Joe Biden, il presidente cinese Xi Jinping, il cancelliere tedesco Olaf Scholz, il re Carlo XVI Gustavo di Svezia, il re Harald V di Norvegia, il re Vajiralongkorn di Thailandia, il presidente degli Emirati Arabi Uniti Sheikh Khalifa e il presidente israeliano Isaac Herzog.

## Weekend celebrativo (2-5 giugno 2022)
I festeggiamenti del Giubileo hanno avuto il loro culmine nel weekend celebrativo che si è svolto nei giorni dall'1 al 5 giugno. Il weekend si è aperto il 2 giugno con la tradizionale cerimonia del Trooping the Colour, che si è conclusa con il saluto della regina e dagli altri membri della famiglia reale alla folla riunita davanti Buckingham Palace ed il sorvolo della pattuglia acrobatica della RAF. Il giorno successivo, il 3 giugno, si è svolto il Servizio di ringraziamento nella Cattedrale di San Paolo a Londra. La regina, a causa di un malessere, non ha presenziato alla cerimonia ed è stata rappresentata da suo figlio, il principe Carlo. Sabato 4 giugno i membri della famiglia reale hanno partecipato al Derby di Epsom, prestigiosa gara ippica a Epsom in Inghilterra. Lo stesso giorno, nelle ore serali, ha avuto luogo il Platinum Party, un grande concerto celebrativo che ha visto la partecipazione di alcuni dei più importanti artisti del panorama internazionale, tra cui i Queen + Adam Lambert, che hanno aperto il concerto con la regina Elisabetta II stessa che ha dato lo spunto per We Will Rock You, Diana Ross, i Duran Duran, Craig David, Andrea Bocelli, Hans Zimmer, Alicia Keys, George Ezra e Sam Ryder. Il concerto si è svolto nella piazza antistante Buckingham Palace ed ha visto la presenza di oltre 20 mila spettatori. La regina, a causa delle precarie condizioni di salute, non ha preso parte alla manifestazione. All'inizio della serata è stato proiettato un cortometraggio, della durata di circa 2 minuti, in cui la sovrana prende il tè insieme all'Orso Paddington, celebre personaggio inglese di fantasia. Nel corso dell'evento sono intervenuti il principe William ed il principe Carlo, che ha chiuso la manifestazione con un discorso di ringraziamento rivolto alla sovrana. Il giorno successivo, domenica 5 giugno, si è svolta la parata-spettacolo del Platinum Jubilee Pageant, che ha concluso le celebrazioni del Weekend. La parata ha avuto luogo lungo il Mall ed ha visto la partecipazione di 10 milia persone tra soldati, ballerini, artisti e cantanti, tra cui Ed Sheeran che ha cantato la sua "Perfect". A conclusione dello spettacolo, la regina si è affacciata dal balcone di Buckingham Palace per salutare la folla ed è stato eseguito l'inno nazionale. Nello stesso giorno si è svolto il Grande Pranzo del Giubileo, evento che ha visto l'organizzazione di numerosi banchetti celebrativi in tutto il Regno Unito. Il principe Carlo e la duchessa Camilla hanno preso parte al banchetto organizzato al The Oval, stadio di cricket londinese. Nella serata del 5 giugno è stato diffuso un messaggio di ringraziamento della Regina che ha dichiarato d'essere "profondamente commossa dal fatto che così tante persone siano scese in strada per celebrare il mio Giubileo di platino".

## Celebrazioni in tutto il Commonwealth
Per la prima volta i festeggiamenti per il giubileo della regina Elisabetta sono stati realizzati in tutti i paesi del Commonwealth.
La Royal Mint e la zecca canadese hanno collaborato per creare un gruppo di due monete, con ciascuna delle zecche che ha disegnato una delle due monete. La moneta d'argento disegnata dalla Royal Mint riporta un ritratto equestre della Regina sul rovescio e un mantello reale sul dritto. La moneta d'argento disegnata dalla zecca canadese raffigura la regina nel 1952 sul rovescio, mentre il dritto mostra l'effigie della regina usata sulle monete canadesi dal 2003.
I membri della famiglia reale intraprenderanno una serie di tour reali nei paesi del Commonwealth.
Il Commonwealth Day Service presso l'Abbazia di Westminster, il 14 marzo, ha rispecchiato il Giubileo con un'attenzione particolare al ruolo del servizio che la Regina svolge nella vita delle persone e delle comunità in tutto il Commonwealth.
Il Queen's Baton (scettro della regina) per i Giochi del Commonwealth 2022 presenta un filo di platino in tutta la sua lunghezza.

### Antigua e Barbuda
Il 2 giugno l'Associazione scout di Antigua e Barbuda e il Rotary Club di Antigua hanno acceso una torcia commemorativa nel Palazzo del Governo, a St John's.

#### Royal tour
Il conte e la contessa di Wessex hanno visitato Antigua e Barbuda nel mese di aprile. Prima della visita, la Commissione di sostegno alle riparazioni di Antigua e Barbuda ha scritto una lettera aperta in cui criticava i commenti passati della famiglia reale sulla schiavitù. Durante la visita del 25 aprile, la coppia ha interagito con artigiani locali, creativi e gruppi della comunità e ha visitato il Sir Vivian Richards Stadium e la National Sailing Academy. Alla Government House, hanno consegnato tre medaglie del Giubileo di platino a tre persone per riconoscere il loro servizio alla sicurezza nazionale. Durante il loro incontro con il primo ministro Gaston Browne e il suo gabinetto, Browne ha dichiarato che il paese avrebbe continuato ad avere la regina come capo di Stato, ma anche che aspira "a un certo punto a diventare una repubblica". Ha anche chiesto alla coppia di usare la loro "influenza diplomatica" per ottenere "giustizia riparatoria" per Antigua e Barbuda.

### Australia
La regina Elisabetta II è la prima monarca australiana a celebrare un giubileo di platino. Per commemorare l'evento si terranno una serie di eventi nazionali e comunitari. "Abbiamo in programma di organizzare una serie di eventi in concomitanza con le date chiave per tutto il 2022, per mostrare il nostro rispetto e apprezzamento per i sette decenni di servizio", ha affermato il primo ministro Scott Morrison. Gli eventi commemorativi in Australia saranno annunciati nel corso dell'anno.
Anche il Dipartimento dell'agricoltura, dell'acqua e dell'ambiente australiano ha lanciato un'iniziativa per piantare alberi. Nel 2022 il governo australiano fornirà fino a 15,1 milioni di dollari australiani di sovvenzioni a gruppi e organizzazioni per eventi di piantumazione di alberi.
Gli australiani possono inviare un messaggio personale di congratulazioni e ringraziamenti alla Regina sul sito web del Giubileo di platino del governo australiano dal 2 al 16 giugno 2022. I messaggi verranno raccolti e inviati a Buckingham Palace e archiviati dal Commonwealth d'Australia.

#### Emblema
L'emblema del Giubileo di platino australiano è stato svelato dal governo nel marzo 2022. Può essere utilizzato per eventi ufficiali e riconosciuti in Australia per celebrare il Giubileo. È una rappresentazione stilizzata della Queen's Wattle Spray Brooch, che è stata donata alla Regina durante la sua prima visita in Australia nel 1954. L'emblema contiene tre colori: platino, oro e viola. Il colore platino rappresenta i 70 anni di regno e il colore viola simboleggia la regalità. L'oro è tratto dal bargiglio dorato, l'emblema floreale nazionale dell'Australia. Il motto è "Perpetua", che significa "per sempre" in riconoscimento che la Regina è il "primo monarca a festeggiare il Giubileo di platino" come sovrano dell'Australia.

#### Eventi del giono dell'ascesa al trono
Il 6 febbraio, edifici, residenze vicereali e monumenti in tutta l'Australia sono stati illuminati di porpora reale. Morrison e il Governatore generale David Hurley hanno rilasciato dichiarazioni. Altri tributi le sono stati fatti dai governatori degli stati australiani.
I servizi religiosi del giorno dell'ascesa al trono si sono tenuti nelle chiese di tutta l'Australia. A Canberra, presso la St Paul's Church di Manuka si è tenuto un Festal Evensong, a cui ha partecipato il governatore generale dell'Australia. Diversi governatori hanno preseniato a funzioni religiose compreso quello del Nuovo Galles del Sud nella St James' Church a Sydney, quello della Tasmania nella St David's Cathedral di Hobart, quello dello stato di Victoria nella Cattedrale di San Paolo a Melbourne, quello dell'Australia Occidentale nella St George's Cathedral a Perth, e quello dell'Australia del Sud nella St Paul's Anglican Church di Port Adelaide. All'ultima funzione ha partecipato anche il primo ministro dell'Australia del Sud.
In diverse altre chiese dell'Australia sono stati organizzati canti corali e servizi religiosi commemorativi, inclusa la Chiesa anglicana di All Saints a St Kilda, Victoria, la chiesa cattolica di St Bridgid's a Cowwarr, la St John's Church a Melbourne, e la St John's Cathedral di Brisbane. Nel Nuovo Galles del Sud, si sono tenuti servizi commemorativi anche presso la St Andrew's Cathedral a Sydney, la St Paul's Anglican Church a Burwood e la Christ Church St Laurence.

#### Eventi prima di giugno
Il 3 febbraio, il governatore del Victoria ha tenuto un ricevimento presso la Government House di Melbourne. Tra i presenti c'erano rappresentanti di organizzazioni vittoriane con le quali la Regina e altri membri della famiglia reale hanno un legame. Il 5 febbraio, il governatore del Nuovo Galles del Sud ha presenziato a una manifestazione che prevedeva la piantumazione di alberi e a un ricevimento in giardino, presso la Government House di Sydney, per commemorare il Giubileo. Il governatore ha piantato una quercia rossa.
Dal 5 al 27 febbraio, nella Parliament House di Canberra, si sono tenuti dei tour guidati intitolati Platinum Jubilee in portrait. Venivano mostrate rappresentazioni artistiche della regina dalla collezione d'arte del Parlamento, tra cui "Wattle Queen" di William Dargie, la statua della regina nel Queen's Terrace Café e rappresentazioni dell'apertura statale del Parlamento nel 1954 e 1974 e dell'apertura del Parlamento nel 1988.
Il 7 febbraio, il governatore della Tasmania ha dato un ricevimento in onore della Royal Over-Seas League e altre società del Commonwealth.
L'8 febbraio la Camera dei rappresentanti australiana ha approvato una mozione presentata da Morrison, nella quale ha fatto le sue "più calorose congratulazioni" alla Regina. Nel discorso, Morrison ha dichiarato: "Sua Maestà è stata la sovrana regnante per 15 primi ministri australiani, 16 governatori generali, 14 primi ministri britannici, circa 170 primi ministri del Commonwealth e anche sette James Bond, uno dei quali ha lavorato molto vicino a Sua Maestà". Ha anche detto:
(Scott Morrison)
Anche il capo dell'opposizione, Anthony Albanese, ha espresso le sue congratulazioni e ha detto: "È una regina che ha fatto vedere la sua umanità, è stata con noi nei momenti di difficoltà anche se ha sopportato le sue".
Il 13 marzo la Government House di Brisbane ha ospitato un "open day", consentendo al pubblico di visitare parti dell'edificio e i giardini della tenuta Fernberg.
Il 14 marzo, giorno del Commonwealth, il governatore generale Hurley ha dichiarato: "Durante il suo straordinario regno Sua Maestà ha guidato e plasmato il Commonwealth. Ha mantenuto viva la sua storia al passo con i tempi. È stata un simbolo di stabilità e un motore del cambiamento”.
Il Royal Queensland Show e il governo del Queensland hanno offerto una lezione speciale nel concorso di decorazione di torte "Ekka".

#### Cimeli e omaggi
In Australia sono stati realizzati francobolli e monete commemorative.
Il 5 aprile sono stati emessi, dalle posta australiane, due francobolli commemorativi: un francobollo da $ 1,10 con un'immagine della regina del 1952 di Dorothy Wilding e uno da $ 3,50 che mostra una fotografia della regina del 2019. Una serie di oggetti da collezione hanno accompagnato l'emissione dei francobolli.
La zecca di Perth ha coniato tre monete celebrative il 5 aprile. Le monete - due d'oro e una d'argento - presentano lo scudo dello stemma reale accanto agli emblemi floreali di Inghilterra, Irlanda, Scozia e Australia su un lato; dall'altro la prima effigie della moneta della Regina (1953) e quella attuale (2019).
IL 5 maggio la zecca reale australiana ha coniato una moneta commemorativa da 50 centesimi. Raffigura rami di bargiglio dorati intrecciati, l'emblema floreale nazionale dell'Australia, e i fiori del mughetto, il fiore preferito della Regina. Il centro della moneta include l'emblema reale della Regina. Ispirata alla moneta da 50 centesimi del Giubileo d'argento australiano del 1977, la moneta del Giubileo di platino presenta anche un ventaglio di 70 corone incastonate dietro una corona centrale di Sant'Edoardo.
Jarrod Bleijie, un componente del parlamento del Queensland, ha presentato una proposta per commissionare una nuova statua della regina.

#### Royal tour
La principessa Anna, accompagnata da suo marito, il vice ammiraglio Sir Timothy Laurence, ha fatto un viaggio in Australia dal 9 all'11 aprile. Il primo giorno della sua visita, ha presenziato all'apertura del 200° Sydney Royal Easter Show, che aveva aperto, per la prima volta con i suoi genitori e il fratello Carlo, nel 1970. Aveva partecipato l'ultima volta all'evento nel 1988. Ha avuto un impegno come mecenate della Royal Agricultural Society of the Commonwealth, prima di partecipare a una cena al Sydney Olympic Park. La coppia ha incontrato anche rappresentanti del New South Wales Rural Fire Service, del Royal Australian Corps of Signals e del Royal Australian Corps of Transport.

#### Commemorazioni in giugno
Dal 2 al 5 giugno, edifici e monumenti in tutta l'Australia sono stai illuminati in viola reale.
Il governatore generale David Hurley ha rappresentato l'Australia alle celebrazioni nel Regno Unito.
Il 2 giugno, la Blue Mountains Pipe Band ha suonato, nelle Blue Mountains, la melodia Diu Regnare, scritta appositamente per il Giubileo. Lo stesso giorno, il primo ministro Anthony Albanese ha acceso, a Canberra, il Queen's Platinum Jubilee Beacon. Albanese in seguito ha osservato che la sua nascita fu "potenzialmente ritardata" durante il tour della regina nel 1963 perché sua "madre insistette per vedere il tributo alla regina Elisabetta mentre si recava in ospedale, una commemorazione che si svolgeva in quel momento”.
Il 2 giugno il parlamento del Nuovo Galles del Sud ha ospitato un Jubilee High Tea and Talk.
Dal 2 giugno al 31 dicembre, la National Capital Exhibition presenterà una mostra, intitolata The Queen and Me, che celebra le 14 visite della regina a Canberra durante i suoi 70 anni di regno. Sono esposte fotografie di famiglia, ricordi della giornata e storie personali di ciò che le interazioni con la Regina hanno significato per la gente di Canberra.
Il 3 giugno, l'Amministratore del Territorio del Nord ha ospitato Music on the Lawn: A Jubilee Event alla Government House, con la partecipazione della Band of the 1st Brigade e Australian Army Band Sydney che ha eseguito un programma di musica contemporanea.

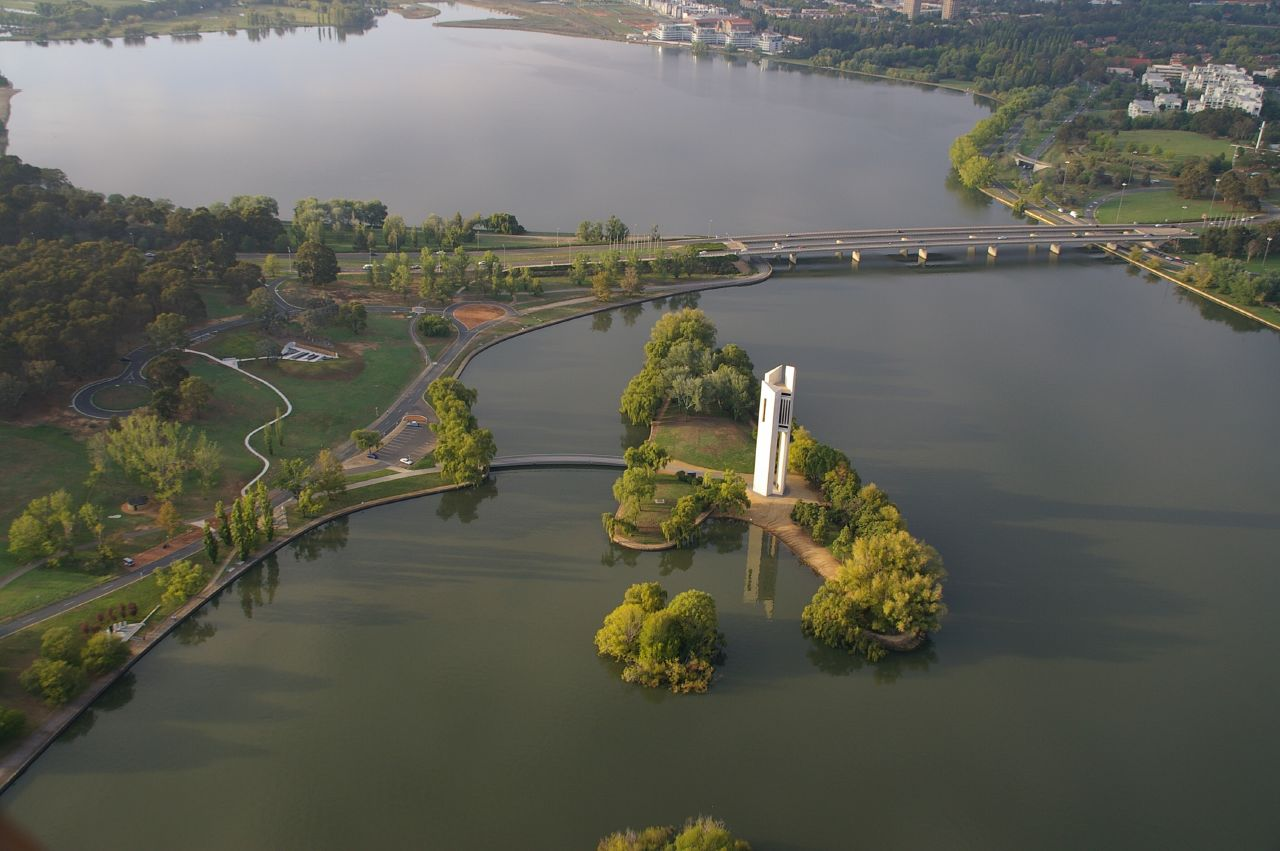
Nel giugno del 2022 Aspen Island è stata rinominata Queen Elizabeth II Island

Il 4 giugno, Aspen Island nel lago Burley Griffin di Canberra, un'isola che si trova all'interno del Triangolo parlamentare e che presenta il Carillon nazionale, è stata ribattezzata Isola della Regina Elisabetta II durante un evento speciale. ""Dato che il National Carillon venne ufficialmente inaugurato da Sua Maestà nel 1970, è giusto che Aspen Island venga rinominata in riconoscimento dei suoi molti anni di regno in Australia", ha detto Morrison. La cerimonia ha incluso anche la dedica dei nuovi Queen Elizabeth Water Gardens, che trasformeranno il vicino litorale e miglioreranno la qualità dell'acqua. Durante l'evento sono stae sparate 21 salve di cannone e c'è stato un passaggio di una squadriglia di aerei della RAAF.
Il 4 giugno la Cattedrale di Sant'Andrea a Sydney ha ospitato un concerto Happy and Glorious, con musiche reali di tutti i secoli, tra cui Zadok the Priest di Händel, "I was happy" di Parry,  Orb and Sceptre di Walton, marcia dell'incoronazione, e opere di Vaughan Williams, Byrd e Rutter e la prima australiana dell'inno ufficiale del Giubileo di platino: "In Our Service".
Dal 4 al 13 giugno, il Parlamento australiano ospita tour speciali con rappresentazioni della Regina nella collezione d'arte del Parlamento, come la Wattle Queen di Sir William Dargie e la statua in bronzo della regina Elisabetta II di John Dowie sulla Queen's Terrace.
Nel mese di giugno è stato programmato il tè mattutino del Giubileo in diversi luoghi dell'Australia.
Il 5 giugno si è tenuta una funzione religiosa di ringraziamento presso la cattedrale anglicana di San Giovanni, a Brisbane. All'evento ha partecipato il governatore del Queensland. Un'altra funzione religiosa di ringraziamento si è tenuta presso la Loch Public Hall.
IL 5 giugno la Government House di Adelaide è rimasta aperta per consentire ai visitatori di vedere le sale pubbliche, il funzionamento della House e la statua della regina.
Il 5 giugno, un contingente della Guardia della Federazione australiana ha preso parte al Platinum Jubilee Pageant a Londra.
Dal 10 giugno al 30 dicembre, l'Australian Racing Museum, il cui patrono è la Regina, presenterà una mostra online con la collezione di oggetti, fotografie e documenti conservati nella collezione del museo.
Il 18 giugno, il Blackstone-Ipswich Cambrian Choir terrà un concerto presso la St Paul's Anglican Church, Ipswich, con le musiche dell'Incoronazione della Regina, come "Zadok the Priest" di Händel e "I was happy" di Parry.
Il 6 agosto, la Cattedrale di San Giovanni, a Brisbane, ospiterà The Queen's Platinum Jubilee Concert e il ricavato sarà devoluto alla Croce Rossa australiana, per sostenere gli australiani che combattono le emergenze.

### Bahamas
Il 28 gennaio sono stati piantati due alberi di lignum vitae al Retreat Garden National Park di Nassau. Tra coloro hanno partecipato alla manifestazione c'erano i membri del Bahamas National Trust, l'Alto commissariato del Regno Unito a Nassau e membri dell'equipaggio della nave HMS Medway. L'Alto Commissario britannico ha dichiarato: "Il 2022 sarà un anno intenso di attività, con il Giubileo di platino del nostro Capo di Stato condiviso, la Regina Elisabetta II, che collegherà il Regno Unito e le Bahamas in occasione dei festeggiamenti. È fantastico avere la HMS Medway in visita e la piantumazione di un albero per dare il via ai festeggiamenti a gennaio".
Il 17 marzo è stata emessa una serie di francobolli commemorativi.

#### Royal tour

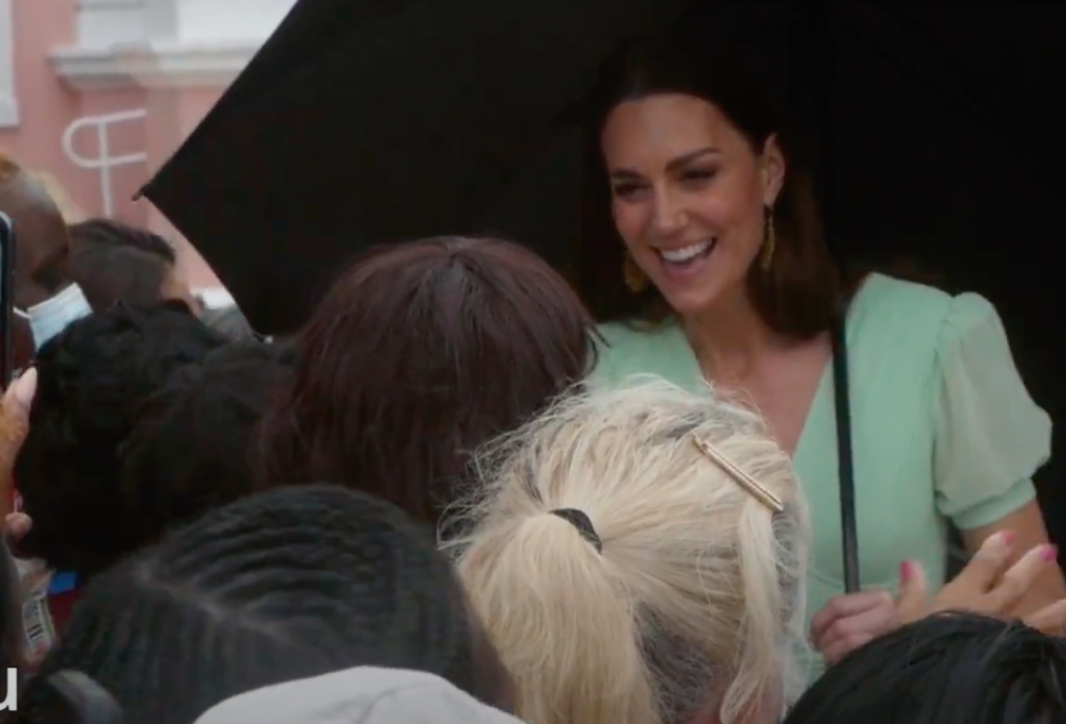
La duchessa di Cambridge incontra gli abitanti delle Bahamas durante una passeggiata nel centro di Nassau, durante il Platinum Jubilee Tour nelle Bahamas

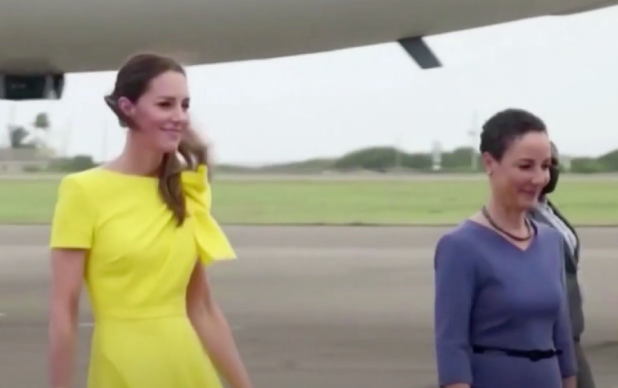
La duchessa di Cambridge (sinistra) all'arrivo all'Aeroporto Internazionale Norman Manley di Kingston, durante il Platinum Jubilee Tour in Giamaica

Il duca e la duchessa di Cambridge hanno visitato la Bahamas dal 24 al 26 marzo. Durante la visita la coppia ha trascorso del tempo con le comunità delle Bahamas e ha partecipato a una parata di junkanoo e alla Bahamas Platinum Jubilee Sailing Regatta. Il Bahamas National Reparations Committee ha scritto una lettera aperta prima della loro visita, chiedendo risarcimenti dalla Gran Bretagna per la schiavitù. La sera del 25 marzo, la coppia ha partecipato a un ricevimento dato dal Governatore Generale Sir Cornelius A. Smith al Baha Mar Resort di Cable Beach a Nassau. In un discorso tenuto al ricevimento del governatore generale, il duca ha assicurato alle nazioni caraibiche che la monarchia "sosterrà con orgoglio e rispetterà le vostre decisioni sul futuro del vostro paese. Le relazioni si evolvono. L'amicizia dura".

### Belize
Medaglie commemorative del Giubileo di platino sono state consegnate ai membri in prima linea in servizio, compresi quelli che hanno prestato servizio durante gli uragani Eta e Iota che hanno inondato gran parte di Cayo, e a coloro che hanno prestato servizio durante la pandemia di COVID-19.
Il 2 giugno, è stato acceso il Queen's Platinum Jubilee Beacon al Governor General's Field vicino a Belize House, Belmopan. Ospitato dai Rotary Club del Belize, l'evento prevedeva anche spettacoli culturali.
La governatrice generale Dame Froyla Tzalam ha rappresentato il Belize alle celebrazioni nel Regno Unito.

#### Royal tour
Il duca e la duchessa di Cambridge hanno visitato il Belize dal 19 al 22 marzo. La coppia ha visitato lo storico sito Maya di El Caracol, ha esplorato la famosa produzione di cioccolato Maya del Belize e ha celebrato la ricca cultura della comunità Garifuna a Hopkins. Il duca e la duchessa hanno anche appreso degli sforzi di ripristino della Belize Barrier Reef messi in atto dalle comunità di tutto il paese. Si sono anche tuffati per saperne di più sulla seconda barriera corallina più grande del mondo. Una visita programmata alla fattoria di cacao Akte 'il Ha, nella Indian Creek Colony, è stata annullata a causa delle proteste dei residenti locali per la mancanta consultazione sul fatto che il campo da calcio locale sarebbe stato destinato all'atterraggio dell'elicottero del duca e della duchessa, nonché per la disputa in corso tra i residenti con Fauna and Flora International, di cui il duca è mecenate.
Nel pomeriggio del 21 marzo, il governatore generale ha dato un ricevimento alle rovine Maya di Cahal Pech. Erano presenti il duca e la duchessa, i leader della comunità del Belize e membri del governo.

### Canada
Il governo federale del Canada ha definito il 2022 "la prima volta nell'era moderna del Canada" che il suo monarca ha celebrato un giubileo di platino. Luigi XIV (1638–1715) regnò sulla Nuova Francia per 72 anni.

#### Pianificazione
Il governo federale ha organizzato una serie di iniziative. L'11 giugno 2021, il primo ministro Justin Trudeau ha avuto un'udienza virtuale con la regina, durante la quale hanno discusso i preparativi per le celebrazioni canadesi. Anche i governi provinciali hanno iniziato a pianificare il Giubileo nel 2021. Anche le organizzazioni private in Canada, come la filiale canadese del Rotary Club, hanno preparato le proprie celebrazioni.
In Canada è stato creato un emblema per il Giubileo da parte della Fraser Herald of Arms e registrato presso la Canadian Heraldic Authority nel dicembre 2021. L'emblema include il monogramma reale di Elisabetta II sopra un numero 70 di colore grigio chiaro; il grigio chiaro è un'allusione al platino. Il monogramma e il numero sono circondati da una figura a sette facce, ornata di foglie d'acero e perle. I sette lati, le foglie d'acero e le perle rappresentano ogni decennio del regno della Regina. Gli elementi multipli della figura a sette lati simboleggiano anche la celebrazione, con i bordi arrotondati a forma di petalo di fiore e le foglie d'acero posizionate in un modo che ricorda i fuochi d'artificio. È stata creata anche una bandiera del Giubileo di platino con l'emblema su sfondo bianco, che sarà sventolata presso le sedi governative e gli eventi durante l'anno giubilare.
Il Dipartimento del patrimonio canadese ha creato un programma che fornisce fino a 5000 dollari canadesi di sovvenzioni per aiutare a finanziare progetti e celebrazioni su base comunitaria. Poiché Canadian Heritage considera il Giubileo un avvenimento importante per il paese, anche iniziative più importanti potranno richiedere la sovvenzione. Attraverso il Platinum Jubilee Fund della Regina Elisabetta II, Canadian Heritage ha investito 2,14 milioni di dollari per sostenere le celebrazioni in 360 comunità locali e tre progetti nazionali. I progetti approvati includono spettacoli e mostre artistiche, programmi educativi, feste in giardino e tea party, programmi di geocaching, parate militari, programmi di lettura estivi ed eventi di piantumazione di alberi. Le iniziative finanziate mirano a educare i canadesi sul ruolo della corona canadese e celebrare i successi della nazione negli ultimi sette decenni.
Il governo federale non ha pianificato l'emissione di una medaglia commemorativa, poiché il governo aveva coniato per l'ultima volta una medaglia del giubileo durante il Giubileo di diamante di Elisabetta II. La decisione del governo federale è stata criticata dalla Royal Canadian Legion. Diversi governi provinciali hanno elaborato i propri piani per coniare medaglie giubilari; i governi di Alberta e Saskatchewan hanno pianificato di coniare 7.000, la Nuova Scozia 5.000, Manitoba 1.000, New Brunswick 3000 medaglie e l'isola di Prince Edward 584 medaglie. Lo stesso atto legislativo che ha autorizzato le medaglie del Giubileo di platino dell'Alberta ha anche sostituito i premi creati per il Giubileo d'oro di Elisabetta II con equivalenti per il giubileo di platino e ha aumentato il loro valore in denaro. Il governo dell'Ontario ha in programma di celebrare l'anniversario attraverso onorificenze e programmi di premi esistenti, nonché l'emissione di spille commemorative del Giubileo di platino, sebbene non abbia in programma di emettere medaglie giubilari.

#### Eventi dell'ascesa al trono
Le celebrazioni in Canada sono state lanciate dal Canadian Heritage il 6 febbraio. Lo stesso giorno, Trudeau e Mary Simon, la governatrice generale del Canada, hanno inviato messaggi di congratulazione alla Regina. Altrettanto hanno fatto il Luogotenente governatore, i primi ministri provinciali e il presidente del Senato. I CEO della Canadian Nurses Association e della Royal Canadian Geographic Society hanno espresso le loro congratulazioni alla Regina per mezzo delle loro rispettive organizzazioni.
Le cerimonie di alzabandiera per la bandiera personale canadese della regina e della bandiera del Giubileo di platino si sono svolte a Rideau Hall e in diverse legislature provinciali e sedi governative. Servizi religiosi di ringraziamento si sono tenuti anche in diverse di chiese della diocesi della Columbia Britannica e della diocesi anglicana di Toronto, con il luogotenente governatore dell'Ontario che ha partecipato a una funzione nella Cattedrale di San Giacomo a Toronto.

#### Tributi
La zecca reale del Canada ha coniato una serie di monete, tra cui il set Jubilee di due monete, una moneta di platino da un'oncia, un dollaro d'argento con doppio ritratto, e una moneta con il diadema di diamanti della Regina. Le Poste canadesi hanno emesso un francobollo commemorativo, con un profilo di Elisabetta II di Arnold Machin. La Royal Canadian Geographical Society e la Canadian Geographic hanno realizzato una serie di oggetti commemorativi per il giubileo. Il primo è stato messo in commercio il 6 febbraio.
Una spilla con l'emblema del Giubileo di platino è stata prodotta e distribuita anche dalla Monarchist League of Canada. Robert Finch, il presidente della Lega monarchica, ha dichiarato a maggio che la Lega ha inviato decine di migliaia di spille. Ha affermato che la richiesta è stata "eccezionale" ed è un segno che "sebbene il governo possa aver pianificato relativamente poco, i canadesi sono ansiosi di celebrare la loro monarca in questa importante occasione".
Il Luogotenente Governatore della Columbia Britannica ha lanciato il BC Journalism Fellowship il Premio per l'arte e la musica.
In maggio, il comitato per la Royal St. John's Regatta ha fato sapere che la gara del 2022 si chiamerà Platinum Jubilee Royal St. John’s Regatta. Nello stesso mese, una batteria del I reggimento della Royal Canadian Horse Artillery è stato rinominato "The Queen's Battery". Un documentario della CBC, The Queen and Canada, è stato trasmesso il 4 giugno su CBC News Network.
Sono in atto dei progetti, da parte dei luogotenenti governatori e commissari territoriali, per giardini da dedicare alla Regina nelle rispettive province/territori. Ciascuno dei 13 giardini includerà piante adatte al clima locale. La dove il clima e i protocolli lo consentono e stato incluso anche il tabacco fornendo ai giardini una rappresentazione della corona canadese e dei popoli indigeni del Canada attraverso i suoi trattati. I semi di tabacco sono stati forniti agli uffici vicereali da piante coltivate per la Chapel Royal al Massey College. Un altro giardino per rappresentare la relazione della Corona con gli indigeni canadesi è stato inaugurato anche al Mount Pleasant Nature Park nella Contea di Brant il 4 giugno.

#### Eventi da febbraio a maggio
Diverse sedi governative in Canada hanno organizzato eventi giubilari. La dede governativa della provincia dello Saskatchewan, a Regina, ha organizzato una mostra sul legame della Regina con le province e un'altra sulla realizzazione del ritratto della Regina commissionato per il Giubileo di diamante nel 2012. L'Alberta Legislature Building ha organizzato visite e mostre per il Giubileo. Il 14 marzo è stata sepolta una capsula del tempo presso la Government House, nella Columbia Britannica. La capsula, la cui apertura è prevista per il 2072, contiene messaggi di speranza per il futuro di viceré e commissari di tutto il Canada.
In febbraio, quale parte di Winterlude 2022, è stata svelata una scultura di ghiaccio a Sparks Street. Nel giugno 2022 ad Ottawa è stato decorato in viola il ByWard Market. In primavera, il Confederation Boulevard di Ottawa, e diversi altri luoghi nella provincia, sono stati decorati con stendardi commemorativi con i colori del Giubileo.
Il 2 marzo è stata inaugurata una mostra speciale al Museo naturale canadese. Presentava un'esposizione di valuta canadese, francobolli ed esemplari di platino. Diversi manufatti per la mostra sono stati presi in prestito dal museo della Bank of Canada, delle Poste canadesi e della Royal Canadian Mint. Altri musei hanno realizzato eventi e il museo Woodstock a Woodstock nell'Ontario ha realizzato diversi eventi, legati al Giubileo, da aprile a giugno. IL 19 maggio il museo delle ferrovie di Toronto ha ospitando una conferenza online su Trasporti reali e vicereali in Canada utilizzati durante il regno della Regina.
Dalla giornata della Terra al 7 giugno, la città di Saint Andrews, nel Nuovo Brunswick ha piantato 70 alberi. In maggio, membri del Royal Canadian Air Cadets hanno piantato alberi come parte del progetto Queen's Green Canopy.
Diversi eventi socali si sono svolti in aprile e maggio. Il 9 aprile la città di Melfort, nel Saskatchewan, ha dato un tè pomeridiano. La Durham Chamber Orchestra ha tenuto un concerto il 15 maggio a Ajax in Ontario. Ad Amherstburg si è tenuto un weekend, dal 20 al 21 maggio, al quale ha presenziato il luogotenente generale dell'Ontario. Il 22 si è tenuta una parata ad Ottawa. Il 26 maggio la Strathcona Ceremonial Mounted Troop ha preso parte alle celebrazioni tenute a Armstrong nella Columbia Britannica. L'evento è stato organizzato dalla Armstrong Regional Co-op, dalle Canadian Armed Forces' e dalla Okanagan Military Tattoo Society.
In maggio la Royal Canadian Mounted Police ha inviato un contingente del Musical Ride nel Regno Unito per partecipare alla celebrazioni al Castello di Windsor.

#### Royal tour
Su invito del governo del Canada, il principe del Galles e la duchessa di Cornovaglia hanno visitato il Canada dal 17 al 19 maggio. Nel corso dei tre giorni della visita, la coppia ha visitato St. John's, Ottawa, Yellowknife e Dettah.
A St. John's, il 17 maggio, la coppia ha partecipato a un momento di riflessione e preghiera presso il Giardino del Cuore con i leader indigeni e i membri della comunità, in uno spirito di riconciliazione. Il 18 maggio, il principe di Galles è stato nominato Comandante straordinario dell'Ordine al merito militare dal governatore generale. Il principe e la duchessa hanno poi partecipato a una cerimonia di deposizione di una corona di fiori al National War Memorial e hanno incontrato le organizzazioni ucraine canadesi e i membri della comunità. Successivamente, il principe ha partecipato a discussioni sull'occupazione e la sostenibilità con i partecipanti del The Prince's Trust Canada. In serata, il governatore generale ha dato un ricevimento in onore della coppia alla Rideau Hall. RoseAnne Archibald, capo nazionale dell'Assemblea delle Prime Nazioni, ha affermato che il principe ha riconosciuto i "fallimenti" da parte dei governi canadesi nella gestione del rapporto tra la Corona e gli indigeni, che secondo la regina "significavano davvero qualcosa". Il 19 maggio la coppia è arrivata a Yellowknife e Dettah. A Dettah, ha visitato una comunità di Dene First Nation. Il principe ha discusso con capi e anziani locali e ha incontrato i produttori alimentari al Prince of Wales Northern Heritage Centre. La duchessa ha visitato la Kaw Tay Whee School e in seguito un centro di accoglienza transitoria YWCA per donne e bambini. Successivamente, il principe e la duchessa hanno visitato il Circolo Cerimoniale con l'alzabandiera della insegna del Giubileo di Platino e svelato una targa, per poi presenziare ad una mostra di piante e fiori.

#### Commemorazioni da giugno
Un nuovo segmento verrà aggiunto all'annuale spettacolo di suoni e luci dell'aurora boreale che va da giugno a settembre a Parliament Hill. Le foto storiche dei tour della regina in Canada, durante il suo regno, verranno visualizzate attraverso un'animazione dinamica. È stata programmata una mostra, The Queen and Canada, allestita a giugno al Château Laurier. La mostra prevede l'esposizione di foto delle regina scattate nel corso della sua vita.
Prima dell'accensione delle torcecommemorative del Giubileo, il 2 giugno, i suonatori di cornamusa di tutto il paese hanno suonato "Diu Regnare" e "Majesty". Lo stesso giorno, i banditori di diverse città del Canada hanno letto un proclama appositamente scritto in onore della regina. Quel giorno sono stati illuminati altri importanti edifici federali in tutto il Canada. Dal 3 al 4 giugno, musei provinciali e siti storici dello stato di Alberta sono rimasti aperti, con accesso gratuito, per celebrare il giubileo. Il 4 giugno il luogotenente governatore dell'Alberta ha dato una festa in giardino per commemorare il giubileo.
La governatrice generale, Mary Simon, ha rappresentato il Canada alle celebrazioni nel Regno Unito.
Nel mese di giugno si sono svolti anche diversi eventi locali. Il e giugno, ad Aurora in Ontario, nel Queen's Diamond Jubilee Park, è stata inaugurata una panchina commemorativa in occasione del Giubileo di platino. Al Giubileo è stato dedicato un evento, durante il ciclo dei Concerti nel Parco, come tributo musicale. A Fredericton si sono tenuti diversi eventi dal 2 al 9 giugno, tra cui una cerimonia di piantumazione di alberi, un'alzabandiera e un concerto davanti al municipio. Il municipio di Fredericton è stato illuminato di viola dal 2 al 5 giugno. Eventi con pranzi in giardino e tè sono stati organizzati il 4 e 5 giugno a Innisfail, Sarnia e Toronto. A Dawson City si è tenuta una celebrazione presso il museo locale, l'11 giugno, e un picnic giubilare presso la Residenza del Commissario il 13 agosto. Il 17 giugno la Royal Commonwealth Society di Toronto ha ospitato il Queen's Platinum Jubilee Gala al Fairmont Royal York a Toronto.
Il 1º luglio è tenuta a Pugwash, in Nuova Scozia una celebrazione a tema "doppio platino" Canada Day, per commemorare il giubileo e il raduno locale dei Clan scozzesi.
A settembre, il governo dell'Alberta ha lanciato il Queen Elizabeth II Platinum Jubilee Student Art Contest affinché gli studenti possano presentare un'opera d'arte che rifletta la storia della regina Elisabetta II in Canada e metta in evidenza come il Canada si è evoluto durante il suo regno.

### Grenada
Il conte e la contessa di Wessex avrebbero dovuto visitare Grenada ad aprile. Tuttavia, dopo i colloqui con il governo dell'isola e il governatore generale, il tour è stato posticipato e la coppia ha espresso la speranza di visitare il paese in un secondo momento. È stato riferito che i rappresentanti del Comitato per le riparazioni nazionali di Grenada avevano programmato di incontrare la coppia e discutere i legami passati della Gran Bretagna e della famiglia reale con la schiavitù nella regione.

### Giamaica
Il giorno della ricorrenza dell'ascesa al trono, il Governatore generale della Giamaica, Sir Patrick Allen, si è congratulato con la Regina. Ha detto che dalla sua ascesa al trono, nel 1952, è diventata "un simbolo di forza silenziosa e stabilità in tutti i regni del Commonwealth".
Medaglie del giubileo di platino saranno date ai membri della Jamaica Defense Force, della Jamaica Constabulary Force, del Dipartimento dei servizi penitenziari, dei vigili del fuoco e dei servizi medici di emergenza.

#### Royal tour
Il duca e la duchessa di Cambridge hanno visitato la Giamaica dal 22 al 24 marzo. Durante il tour, la coppia ha incontrato i giovani giocatori di football a Trench Town e ha celebrato l'eredità artistica di Bob Marley e di altri musicisti giamaicani. Allo Shortwood Teachers' College, la coppia ha incontrato studenti che si preparavano a diventare professionisti dell'educazione della prima infanzia. Allo Spanish Town Hospital ha incontrato i lavoratori in prima linea e in seguito ha interagito con i membri della Jamaica Defense Force a Flankers, vicino a Montego Bay. Nel corso della visita si è verificata una dimostrazione di Advocates Network, una coalizione per i diritti umani di attivisti giamaicani e organizzazioni per le pari opportunità, presso l'Alta Commissione britannica a Kingston per sollecitare alla Corona le scuse e un risarcimento per la schiavitù.
Il duca e la duchessa sono stati ricevuti dal Primo ministro della Giamaica Andrew Holness e da sua moglie. Durante l'incontro il primo ministro ha affermato che la nostra nazione "sta andando avanti e intende raggiungere in breve tempo gli obiettivi di sviluppo e realizzare le ambizioni e il destino di paese indipendente, sviluppato e prospero". Alla cena organizzata dal Governatore generale a King's House in onore della coppia, il duca ha trasmesso i "migliori auguri" della Regina al suo popolo giamaicano. Ha anche espresso il suo "profondo dolore" per la schiavitù, aggiungendo che "non sarebbe mai dovuta accadere" e rimarra una "macchia per sempre nella nostra storia".
Nell'ultimo giorno della visita in Giamaica, la coppia ha partecipato alla parata inaugurale della messa in servizio del personale proveniente da tutti i Caraibi che aveva recentemente completato il programma di addestramento degli ufficiali dell'Accademia militare caraibica.

### Kenya
All'Aberdare Open Fields, vicino a Treetops, dove la regina ricevette la notizia della sua ascesa al trono, il 16 marzo il conte di Wessex ha piantato un albero.

### Malaysia
Il 2 giugno, il Distretto 3300 del Rotary Malaysia ha acceso il Queen's Platinum Jubilee Beacon.
La Malaysian British Society terrà un Platinum Jubilee Charity Golf Day e i membri delle forze armate britanniche con sede presso la base aerea di Butterworth terranno una festa in giardino tra tutte le nazioni membre dei Five Power Defense Arrangements. L'Alto commissariato britannico in Malaysia ospiterà un ricevimento ufficiale nel mese di giugno.

### Malta
La Banca centrale di Malta ha commissionato due monete commemorative per il giubileo, che sono state coniate dalla zecca reale dei Paesi Bassi. MaltaPost ha emesso un francobollo commemorativo il 2 giugno.
Il 2 giugno, davanti all'ex casa della Pietà della regina, Villa Guardamangia, è stata eseguita la melodia chiamata "Diu Regnare" da parte di una cornamusa. Il Rotary Club Malta ha acceso una torcia commemorativa al Msida Bastion Historic Garden a Floriana; tra i partecipanti all'evento l'alto commissario britannico Katherine Ward. Lo stesso giorno, il coro della comunità di Gozo ha cantato "A Life Lived With Grace" in una cerimonia a Munxar sull'isola di Gozo.

### Nuova Zelanda

#### Emblema
Il giorno della ricorrenza dell'ascesa al trono è stato svelato l'emblema del Giubileo di platino della Nuova Zelanda. Approvato dalla regina, è stato preparato da Phillip O'Shea del New Zealand Herald of Arms. All'interno di una cornice di platino a cinque lati si trova il monogramma reale della regina, con l'iscrizione in Lingua māori "Te Hokotoru Mā Ngahuru", che significa "tre volte venti più dieci", un'allusione ai 70 anni di regno della Regina. Nella base, gli anni 1952 e 2022 in oro, posti sul disegno "poutama" (gradino) nei tradizionali colori rosso-ocra e bianco. Il design rappresenta il "periodo di regno", ovvero i sette decenni di servizio pubblico vissuti della Regina.

#### Tributi e commemorazioni
Il giorno della commemorazione dell'ascesa al trono, la prima ministra Jacinda Ardern si è congratulata con la Regina e ha detto: "Come regina della Nuova Zelanda, ha sempre mostrato un profondo interesse personale per la vita e il benessere della nostra nazione. A nome di tutti i neozelandesi vorrei augurarle il meglio per questo evento storico". La premier Ardern ha annunciato che il governo donerà 1 milione di dollari a Trees That Count per i programmi di piantumazione di alberi in tutta la Nuova Zelanda. Trees That Count sta lavorando con il Dipartimento per la conservazione per sostenere la piantumazione di 100.000 alberi autoctoni in 15 progetti di restauro in tutta la Nuova Zelanda. Il progetto è stato lanciato il 12 maggio alla Government House, dove Dame Helen Winkelmann, governatrice generale della Nuova Zelanda, e Kiri Allan, ministro per la conservazione, hanno piantato un kauri.
Il 7 febbraio, a Point Jerningham nello stato di Wellington, è stata sparata una salva di cannone di 21 compi da parte del 16º reggimento da campo artiglieria reale della Nuova Zelanda.
Il 9 febbraio, la premier Ardern ha presentato una mozione, alla Camera dei rappresentanti della Nuova Zelanda, congratulandosi con la Regina per il suo giubileo e ha affermato che la regina "ha una profonda conoscenza di Aotearoa in Nuova Zelanda, e si preoccupa sinceramente del benessere della nostra nazione”. Il leader dell'opposizione, Christopher Luxon, ha affermato che il periodo di regno della Regina ha "rafforzato il ruolo di una monarchia moderna e quello importante che svolge nelle nostre disposizioni costituzionali e nel nostro sistema di democrazia parlamentare".
Le Poste della Nuova Zelanda hanno coniato monete commemorative.
Il 9 aprile, il governatore generale, Dame Cindy Kiro, ha ospitato gli ex governatori generali alla Government House di Wellington per una cena in onore del Giubileo.
A Te Awamutu, sarà posta una targa per commemorare sia il Giubileo che la visita della regina e del principe Filippo a Te Awamutu nel 1954. La targa, che è stata approvata dalla Regina stessa, sarà posta sul vecchio edificio dell'ufficio postale di Te Awamutu.

#### Eventi da giugno
Il 2 giugno l'ex governatore generale Jerry Mateparae e il sindaco di Wellington, Andy Foster, hanno acceso la torcia del Queen's Platinum Jubilee sui gradini del Tangi Te Keo Mt Victoria belvedere a Wellington.

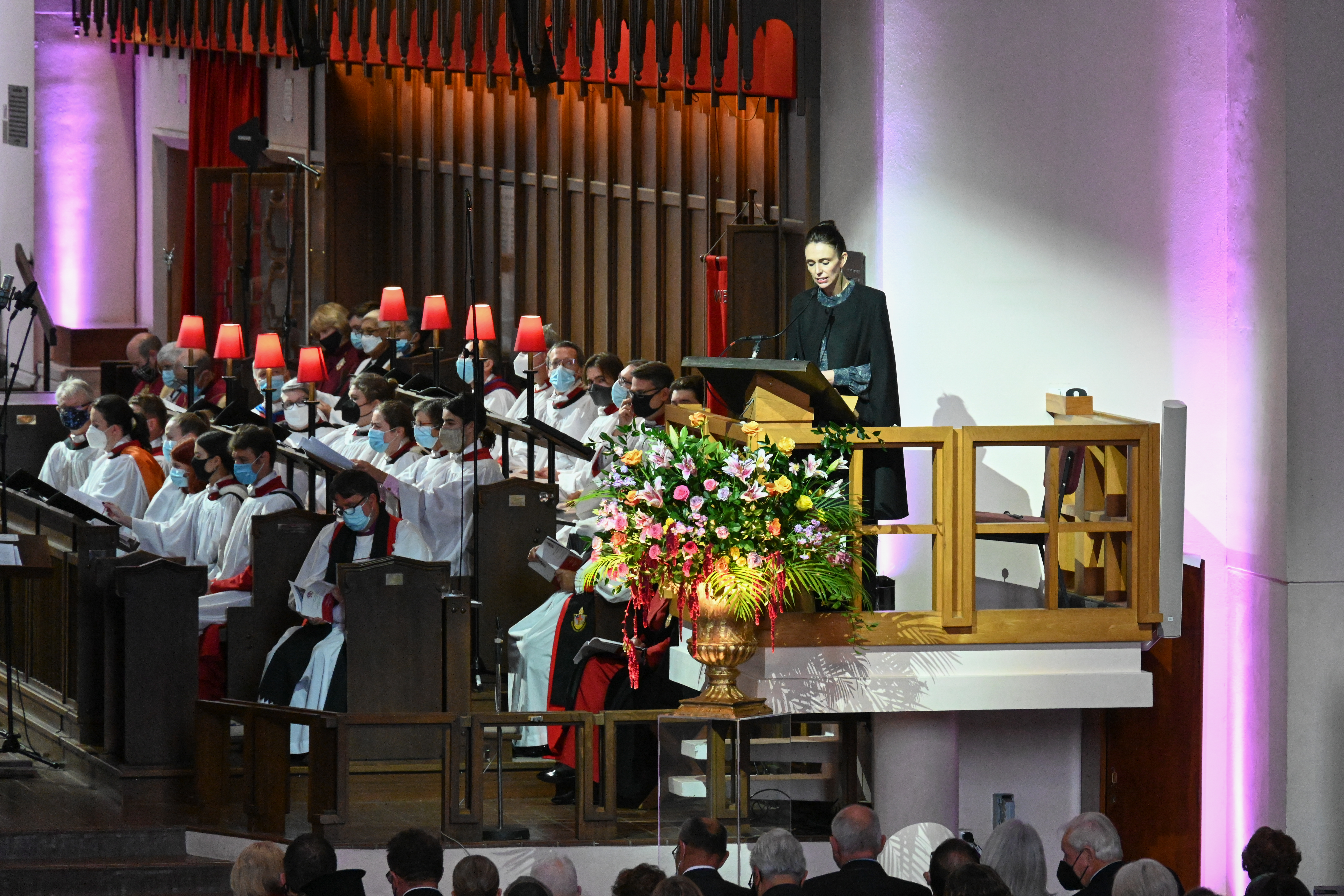
La prima ministra Jacinda Ardern parla al Platinum Jubilee Service of Celebration alla Cattedrale di San Paolo a Wellington il 3 giugno 2022

Il 3 giugno si è svolta una cerimonia religiosa si ringraziamento nella Cattedrale di San Paolo di Wellington. Il servizio religioso è stato caratterizzato dalle riflessioni sulla Regina dell'ex vice primo ministro e segretario generale del Commonwealth, Sir Don McKinnon, e del vincitore del premio Queen's Young Leader Ezekiel Raui.
Il 3 giugno, la prima ministra Ardern ha annunciato che una breve passeggiata popolare su Stewart Island, precedentemente nota come Observation Rock Track, sarà ribattezzata in onore del Giubileo. "Per onorare il lungo regno di Sua Maestà, la pista per Observation Rock dall'insediamento di Oban, sarà formalmente ribattezzata Queen Elizabeth II Platinum Jubilee Path e conosciuta come Platinum Path in breve", ha detto la Ardern.
Il 5 giugno a Londra un contingente di 42 persone della New Zealand Defence Force ha sfilato nel corteo approntato per i festeggiamenti del Queen's Platinum Jubilee.
La governatrice generale Dame Cindy Kiro ha rappresentato la Nuova Zelanda alle celebrazioni nel Regno Unito.

### Papua Nuova Guinea
Il governo di Papua Nuova Guinea ha fatto progetti per la celebrazione del Giubileo
Il giorno della commemorazione dell'ascesa al trono della Regina, il governatore generale Sir Bob Dadae ha fatto una riflessione sulla vita della sovrana e ha affermato che i cittadini di Papua Nuova Guinea sono orgogliosi di avere Elisabetta II come loro Regina. 
Ha detto:
(Bob Dadae)
Si sta valutando la possibilità di riservare una parte delle foreste pluviali della Papua Nuova Guinea in onore della Regina, vista la sua "appassionata opera di conservazione delle foreste pluviali".
IL governatore generale Dadae ha rappresentato Papua Nuova Guinea alle celebrazioni nel Regno Unito.

#### Royal tour
La principessa reale Anna ha visitato il paese dall'11 al 13 aprile. Lei e suo marito, il vice ammiraglio Sir Timothy Laurence, sono stati accolti dal Primo ministro della Papua Nuova Guinea James Marape, che li ha ospitati a cena nell'ultimo giorno del loro tour. Tra i loro impegni ci sono state le visite a un collegio cattolico, St John Ambulance PNG, al Port Moresby War Cemetery di Bomana, al Papua New Guinea National Museum and Art Gallery, al Port Moresby General Hospital, a Vabukori e Hanuabada.
Durante la visita della principessa, il ministro per gli eventi nazionali, Justin Tkatchenko, ha affermato che il paese non diventerà una repubblica e che la Papua Nuova Guinea sta abbracciando la sua monarchia "rendendola più grande e migliore di prima".

### Saint Kitts e Nevis
Il giorno della commemorazione dell'ascesa al trono, il governatore generale, Sir Tapley Seaton si è congratulato con la Regina a nome del governo e del popolo di Saint Kitts e Nevis.
Il 14 marzo si sono svolte presso la Government House di Nevis le cerimonie di piantumazione di alberi. Hyleeta Liburd, vice governatore generale di Nevis, ha dichiarato: "Siamo felici per la Regina e per tutto ciò che ha fatto. Pertanto vogliamo solo celebrarla e piantiamo questi alberi per celebrare la commemorazione dei suoi 70 anni di regno". Il primo ministro nevisiano ha fatto piantare alberi in sei località a Nevis, fino al 2 giugno.
Il 2 giugno è stato acceso il Queen's Jubilee Beacon al Nevis Athletic Stadium, con il pubblico invitato all'evento dal primo ministro.

### Saint Lucia
Il conte e la contessa di Wessex hanno visitato Saint Lucia in aprile. Sono arrivati nel paese il 22 aprile e in seguito hanno incontrato il primo ministro Philip J. Pierre e il governatore generale ad interim Errol Charles. Il 24 aprile hanno partecipato a una funzione religiosa in onore del Giubileo della Regina e hanno visitato Morne Fortune. Il 27 aprile, la coppia ha incontrato la gente del posto durante una passeggiata a Soufrière. Hanno anche visitato una piantagione di cacao e incontrato rappresentanti di aziende guidate da donne prima di visitare Sulphur Springs e pranzare con il primo ministro. La coppia ha anche assistito a un'esibizione di giovani al Mini Stadium. Il 28 aprile hanno concluso il loro tour incontrando gli alunni di sei scuole separate di Saint Lucian.
Il governatore generale ad interim Errol Charles ha rappresentato Saint Lucia alle celebrazioni nel Regno Unito.

### Saint Vincent and the Grenadines
Il conte e la contessa di Wessex hanno visitato Saint Vincent e Grenadine in aprile. Dopo aver iniziato la visita il 23 aprile, sono stati accolti dal Governatore generale Dame Susan Dougan e dal Primo ministro ad interim Montgomery Daniel. La contessa ha incontrato i membri della Compagnia di ballo La Gracia e i rappresentanti di due organizzazioni locali che assistono i ciechi e gli ipovedenti. Il conte ha incontrato atleti che prenderanno parte ai Giochi del Commonwealth del 2022. La coppia ha anche visitato il Botanic Gardens St. Vincent dove ha piantato un albero. Durante la visita, un piccolo gruppo di persone si è riunito fuori dal Palazzo del Governo per protestare contro la visita.

### Isole Salomone
Il Giubileo è stato celebrato nelle Isole Salomone il 2 e 3 giugno, e il 3 giugno è stato dichiarato giorno festivo.
Le celebrazioni sono iniziate la mattina del 2 giugno con una cerimonia di percussione di tamburi, di una banda di polizia alla stazione di polizia di Henderson a White River, tra gruppi che sventolavano bandiere lungo l'autostrada in varie località della città. Più tardi in serata, presso la cattedrale anglicana di San Barnaba si è svolto un servizio religioso di ringraziamento, il taglio della torta e l'accensione di una torcia commemorativa.
Il 3 giugno si è svolta la piantumazione di alberi presso il Palazzo del Governo, seguita da un ricevimento per dignitari e ospiti.

### Trinidad e Tobago
La presidente Paula-Mae Weekes ha partecipato al Royal Windsor Horse Show a maggio. Al Castello di Windsor, ha consegnato alla regina un dono del popolo di Trinidad e Tobago. Il regalo, Woman on the Bass, è stato ideato e realizzato dall'artista Gillian Bishop.

### Tuvalu
Il 6 febbraio a Tuvalu è stato emesso un francobollo celebrativo.

### Regno Unito
Questa è la prima volta che un Monarca britannico celebra un giubileo di platino.
Il 3 giugno c'è stato un giorno festivo in più e il consueto giorno festivo primaverile è stato spostato da fine maggio al 2 giugno, per creare uno speciale fine settimana festivo giubilare di quattro giorni, da giovedì 2 giugno a domenica 5 giugno. Il Governo britannico ha promesso uno "spettacolo irripetibile" che "mescolerà il meglio dello splendore cerimoniale e dello sfarzo britannico con esibizioni artistiche e tecnologiche all'avanguardia". Rishi Sunak, Cancelliere dello Scacchiere, nel bilancio del marzo 2021 aveva allocato £ 28 milioni per le celebrazioni del Giubileo.
Si ritiene che il Giubileo apporterà £ 1,2 miliardi in più all'economia del Regno Unito nel 2022.

#### Emblema
L'emblema per il Platinum Jubilee venne annunciato nell'agosto 2021, a seguito di un concorso giudicato da esperti del settore. Il progetto vincitore venne creato da Edward Roberts, studente di grafica di 19 anni del Nottinghamshire. Roberts disse all'epoca: "È semplicemente una sensazione incredibile vincerlo, non potevo credere di averlo vinto davvero. Pensavo di aver ottenuto qualcosa arrivando tra i primi 100, quindi per averlo vinto sono al settimo cielo."
Il viola regale utilizzato nell'emblema è stato strettamente abbinato al viola dell'abito della regina indossato alla cerimonia dell'incoronazione nel 1953. Una linea continua di platino, a forma di corona di Sant'Edoardo, presenta il numero "70" nella parte superiore della Corona, a significare i 70 anni di regno della Regina e il suo Giubileo di platino. Roberts ha incluso un cerchio per delimitare la corona, per creare l'impressione di un sigillo reale. Il carattere tipografico dell'emblema è "Perpetua", che significa "per sempre", ed è simile allo stile del carattere apparso sull'Ordine di servizio dell'Incoronazione di Elisabetta II del Regno Unito avvenuta nel 1953.

#### Baldacchino verde della Regina
La campagna Queen's Green Canopy venne lanciata nel maggio 2021. Invitava i cittadini del Regno Unito a piantare un albero per rendere l'ambiente locale più verde, cosa che sarebbe stata un "regalo speciale" per la Regina. In una dichiarazione, il Primo Ministro del Regno Unito Boris Johnson ha detto: "Mentre celebriamo gli incredibili 70 anni di regno di Sua Maestà, incoraggio tutti a sostenere questo progetto e a piantare un albero per il Giubileo." A marzo 2022 erano stati piantati più di un milione di alberi.
In occasione delle celebrazioni di giugno è stata eretta, fuori Buckingham Palace, una scultura alta 21 metri chiamata Tree of Trees. La scultura, che contiene 350 alberi, nativi britannici, sotto forma di un albero gigante, riflette gli oltre un milione di alberi piantati durante l'iniziativa Green Canopy. Gli alberi saranno donati a gruppi di comunità selezionate per la messa a dimora dopo le celebrazioni.

#### Medaglie, monete e francobolli per il Giubileo
La Royal Mint ha coniato una delle più grandi collezioni commemorative mai realizzate, comprese una moneta da 5 corone e una da 50 pence. Questa è stata la prima volta che un evento reale è stato commemorato su una moneta da 50 pence. La moneta da 50 pence è stata progettata per presentare il monogramma della Regina all'interno dello zero del numero 70 sul retro. La moneta da 5 corone presenta lo stemma reale britannico sul verso. Entrambe le monete presentano la Regina a cavallo sul verso.
La Royal Mint ha anche prodotto una moneta da 220 mm di diametro e dal peso di 15 kg, che è stata commissionata da un collezionista privato del Regno Unito. È la moneta più grande che la Zecca britannica abbia mai prodotto. La moneta da £ 15.000 è stata progettata dall'artista incisore John Bergdahl e ha richiesto quasi 400 ore per essere realizzata. Il dritto presenta un disegno commemorativo raffigurante la regina a cavallo, mentre il rovescio raffigura il monogramma della regina circondato da emblemi floreali delle quattro nazioni del Regno Unito.
La Zecca ha coniato anche una nuova serie di tre monete, intitolata The Queen's Reign. La prima moneta si concentra sul ruolo della Regina come "fonte d'onore". La seconda evidenzia il suo ruolo come patrona di numerosi enti di beneficenza. La terza celebra il ruolo della Regina come Capo del Commonwealth, un'organizzazione che lei chiama la sua "famiglia delle nazioni". Ogni moneta della collezione presenta al centro la firma della Regina; la prima volta che la sua firma è apparsa sulla moneta del Regno Unito.
Nel febbraio 2022 la Royal Mail ha emesso otto nuovi francobolli. La nuova serie presenta fotografie della Regina durante il suo regno, che commemorano diversi aspetti dei suoi doveri reali, dal Trooping the Colour ai tour in tutto il mondo.

#### Eventi previsti da giugno

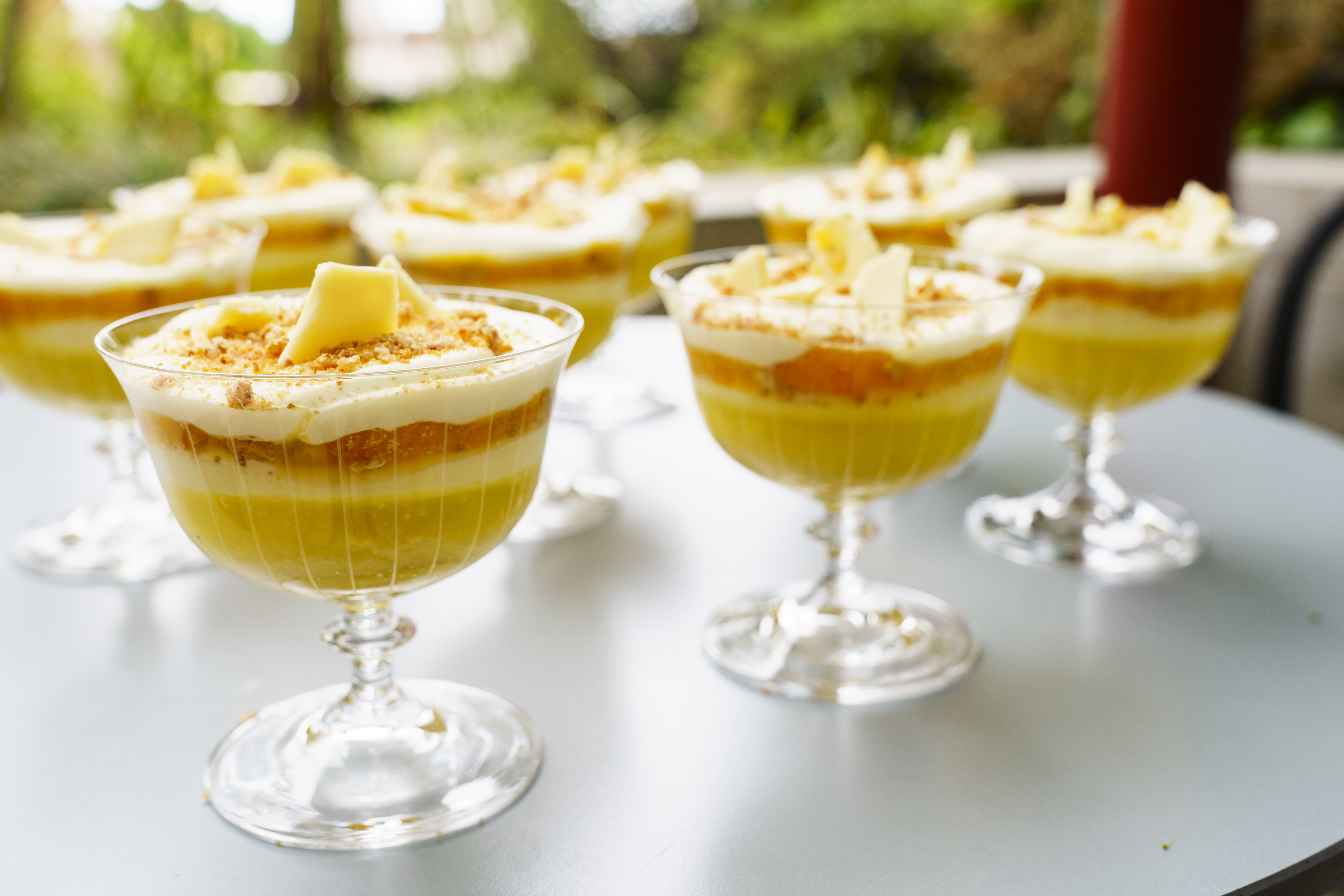
Platinum Puddings mostrati in un evento alla British Library nel maggio 2022

Il concorso Platinum Pudding è stato lanciato il 10 gennaio 2022 da The Big Jubilee Lunch e Fortnum & Mason in tutto il Regno Unito per trovare un budino per celebrare il Giubileo. Sono stati selezionati cinque finalisti per preparare la loro creazione da sottoporre a una giuria e la ricetta vincitrice è stata messa a disposizione del pubblico in occasione dei Grandi pranzi del Giubileo durante il fine settimana dal 2 al 5 giugno. La ricetta vincitrice, di Jemma Melvin di Southport, è un dolce arrotolato al limone e un trifle con amaretti. Il vincitore è stato annunciato il 12 maggio nel documentario BBC One The Jubilee Pudding: 70 Years in the Baking, alla presenza della duchessa di Cornovaglia.
Il 4 febbraio sono state pubblicate foto e filmati realizzati due settimane prima nella Oak Room del Castello di Windsor, con la regina che osservava i cimeli di questo e dei precedenti giubilei. L'esposizione comprendeva una lettera di un bambino di nove anni, di nome Chris, scritta in occadione del Giubileo d'oro, intitolata A Recipe for a Perfect Queen, che include ingredienti di "gioielli, abiti eleganti, lealtà, duro lavoro, salute e coraggio”. Il 5 febbraio, la Regina ha tenuto un ricevimento a Sandringham House per gruppi di volontari, pensionati e membri del gruppo locale del Women's Institute. Al ricevimento, la Regina ha incontrato Angela Wood, un'ex studentessa di cucina che ha contribuito a creare la ricetta originale per il "pollo dell'incoronazione" nel 1953. Il messaggio della ricorrenza del giorno dell'ascesa al trono della Regina è stato reso pubblico nella tarda serata.
Nel giorno della ricorrenza dell'ascesa al trono la Regina ha ricevuto messaggi augurali dal primo ministro Johnson, dal leader dell'opposizione Sir Keir Starmer, dall'arcivescovo di Canterbury e da molti altri. Omaggi le sono stati tributati anche da ex primi ministri britannici. I cartelloni pubblicitari all'aperto in tutto il Regno Unito, tra cui quelli di Piccadilly Circus, sono stati illuminati. Nelle cattedrali del Regno Unito si sono tenute speciali funzioni religiose. Nella Cattedrale di Exeter, il coro ha cantato un inno composto per la regina Elisabetta I dal compositore inglese del XVI secolo William Byrd.
Il 7 febbraio, ricorrenza dell'incoronazione, in molti luoghi sono state sparate 21 salve di cannone. Una salva di 41 colpi è stata sparata dalla King's Troop Royal Horse Artillery nel Green Park di Londra. Alla Torre di Londra, la Honourable Artillery Company ha sparato 62 colpi. Un'altra salva di 21 colpi è stata sparata al Castello di Edimburgo dal 105th Regiment Royal Artillery. In Galles, la 160ª brigata (gallese), ha sparato una salva di cannone nel parco del Castello di Cardiff. Nell'Irlanda del Nord, i riservisti della 206 Ulster Battery Royal Artillery hanno sparato una salva di cannone di 21 colpi al Castello di Hillsborough.
Il 16 marzo si è svolto, presso la Royal Albert Hall, un concerto intitolato "The Queen's Platinum Jubilee - 70 Years". L'evento è stato caratterizzato dalla musica dell'incoronazione della Regina e di altri momenti chiave del suo regno, eseguita dalla Royal Philharmonic Concert Orchestra. Hanno presenziato il principe Michael del Kent e la sua consorte.
Il 7 aprile, presso la Guildhall di Londra, si è svolto il The Lord Mayor's Platinum Jubilee Big Curry Lunch. Hanno presenziato all'evento le principesse Beatrice e Eugenia.
In quattro serate, dal 12 al 15 maggio, si è concluso il Royal Windsor Horse Show del 2022 al Castello di Windsor, intitolato A Gallop Through History, con una celebrazione di 90 minuti in omaggio della Regina, con 500 cavalli e 1.000 ballerini. Alle manifestazioni hanno presenziato diversi membri della famiglia reale, tra cui il duca e la duchessa di Gloucester, il conte e la contessa di Wessex e la principessa Anna. Anche la principessa Beatrice e suo marito, Edoardo Mapelli Mozzi, hanno partecipato all'anteprima benefica dell'evento. La Regina vi ha presenziato il 15 maggio. La nipote più giovane della regina, Lady Louise Mountbatten-Windsor, guidava la carrozza che un tempo apparteneva a suo nonno, il duca di Edimburgo, ed era stata usata per il suo funerale. Allo spettacolo hanno partecipato gli attori Helen Mirren e Tom Cruise, con la Mirren che ha interpretato la regina Elisabetta I.

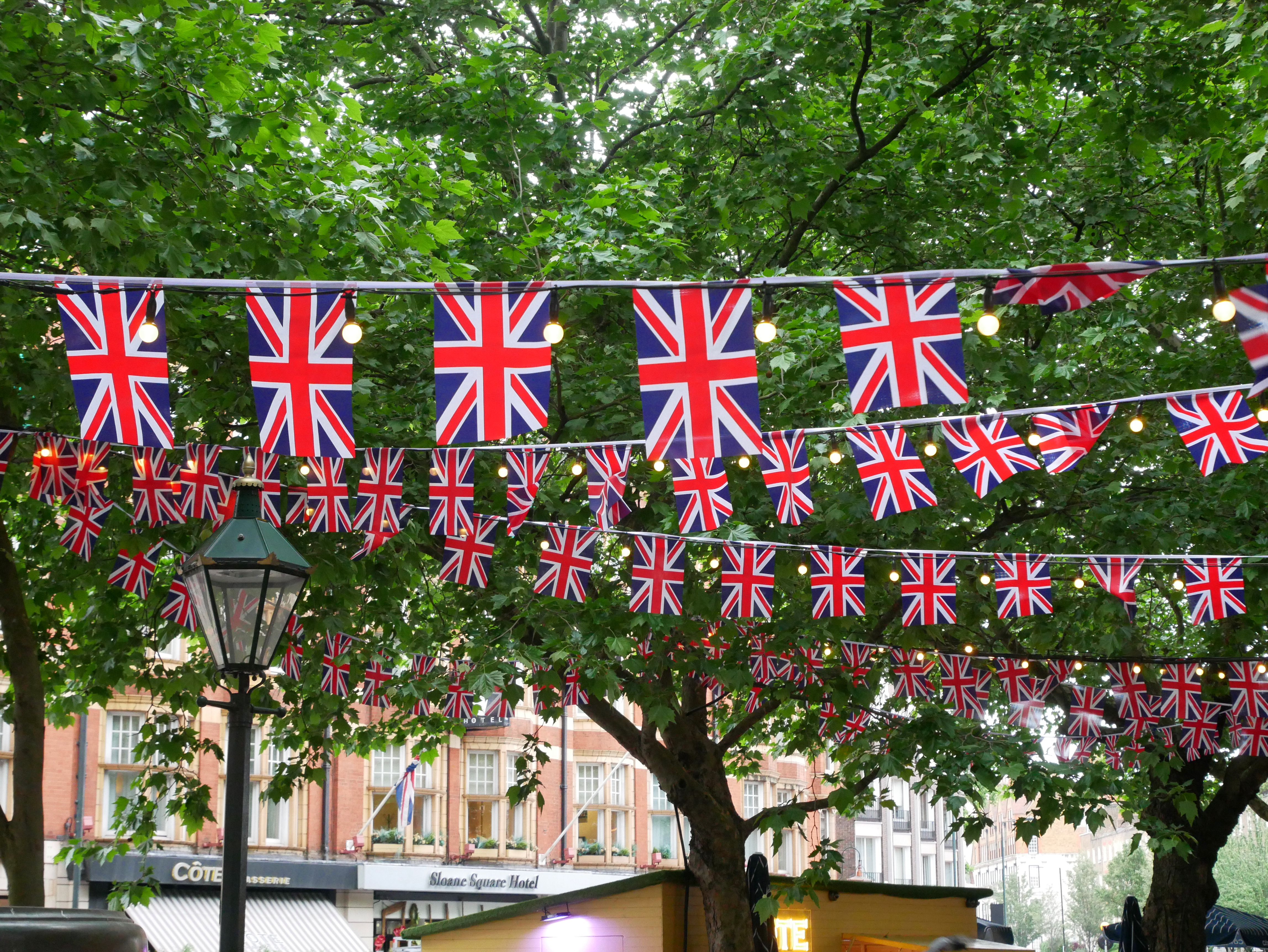
Festoni di bandierine della bandiera del Regno Unito a Sloane Square, maggio 2022

Il 13 maggio è partita da Brandon una staffetta, di portatori di torcia, lunga 890 km che ha percorso 250 città e villaggi in tutto il Suffolk e si è conclusa al Suffolk Show di Ipswich il 1º giugno.
Il 23 maggio, la regina ha visitato il Chelsea Flower Show, che comprendeva quattro installazioni commemorative. In The Queen's Platinum Jubilee Garden, erano presenti le sagome in acciaio della Regina, tagliate al laser, circondate da 70 vasi di terracotta piantati con il mughetto, il fiore preferito della regina. Un'esposizione di rose, con nuove cultivar create per celebrare il Giubileo, ha vinto una medaglia d'oro. Nello stand del coltivatore David Austin Roses, con sede nello Shropshire, c'erano delle rose rosa-albicocca di nome Elizabeth.
Il 24 maggio, il Senedd del Galles ha approvato una mozione per congratularsi con la Regina. Il primo ministro Mark Drakeford ha affermato che gli eventi giubilari in Galles "saranno un'indicazione del profondo rispetto in cui è tenuta la Regina e un'espressione della gratitudine per i suoi molti anni di servizio disinteressato". Il leader conservatore Andrew R.T. Davies ha affermato che la Regina ha tenuto il Galles "nel profondo del suo cuore" durante i suoi 70 anni di regno. Il leader di Plaid Cymru, Adam Price, ha elogiato l'"empatia" che la regina aveva mostrato dopo il disastro di Aberfan del 1966.
Il 26 maggio, entrambe le Camere del Parlamento del Regno Unito hanno approvato un "umile indirizzo" per congratularsi con la Regina. Il primo ministro Boris Johnson ha affermato che il Regno Unito "si esibirà con ogni falò, ogni concerto e festa di strada, e ogni acrobazia mostrerà amore e devozione per ricambiare l'amore, la devozione e la leadership che la Regina ha mostrato all'intero paese in sette decenni". Nel corso del discorso ha detto:
(Boris Johnson)
Il 29 maggio la BBC ha trasmesso un nuovo documentario, Elizabeth: The Unseen Queen. Il filmato comprende inserti inediti provenienti dall'archivio della regina ed è narrato dalla Regina stessa.
Dal 30 maggio al 3 giugno, il panfilo reale HMY Britannia ha ospitato 65 ex membri dell'equipaggio per la "Yoties Week". Le celebrazioni hanno compreso piatti e cocktail celebrativi nella Royal Deck Tea Room, intrattenimento musicale per i visitatori negli Appartamenti di Stato il 2 giugno e una caccia al tesoro in tutta la città.
Il 1º giugno, il primo ministro scozzese Nicola Sturgeon ha presentato una mozione al parlamento scozzese congratulandosi con la Regina. Il Primo ministro ha affermato che il governo scozzese donerà alla Regina un whisky Johnnie Walker in edizione limitata, con un design speciale per celebrare la bellezza della flora e della fauna scozzesi, e un plaid realizzato in tartan commissionato in onore dei tre ponti che attraversano il Forth. Sturgeon ha parlato del rapporto della regina con la Scozia e ha detto:
(Nicola Sturgeon)
La sera del 1º giugno è stata pubblicata una fotografia ufficiale della Regina. Il ritratto, di Ranald Mackechnie, è stato scattato nel Victoria Vestibule al Castello di Windsor il 25 maggio. In un messaggio speciale, la Regina ha detto che "si creeranno molti ricordi felici" nei prossimi quattro giorni. Ha ringraziato tutti coloro che sono stati coinvolti nella convocazione della comunità, famiglie, vicini e amici in occasione del Giubileo.
Scuole ed asili nido in tutto il Regno Unito hanno organizzato eventi e feste.

#### Weekend giubilare

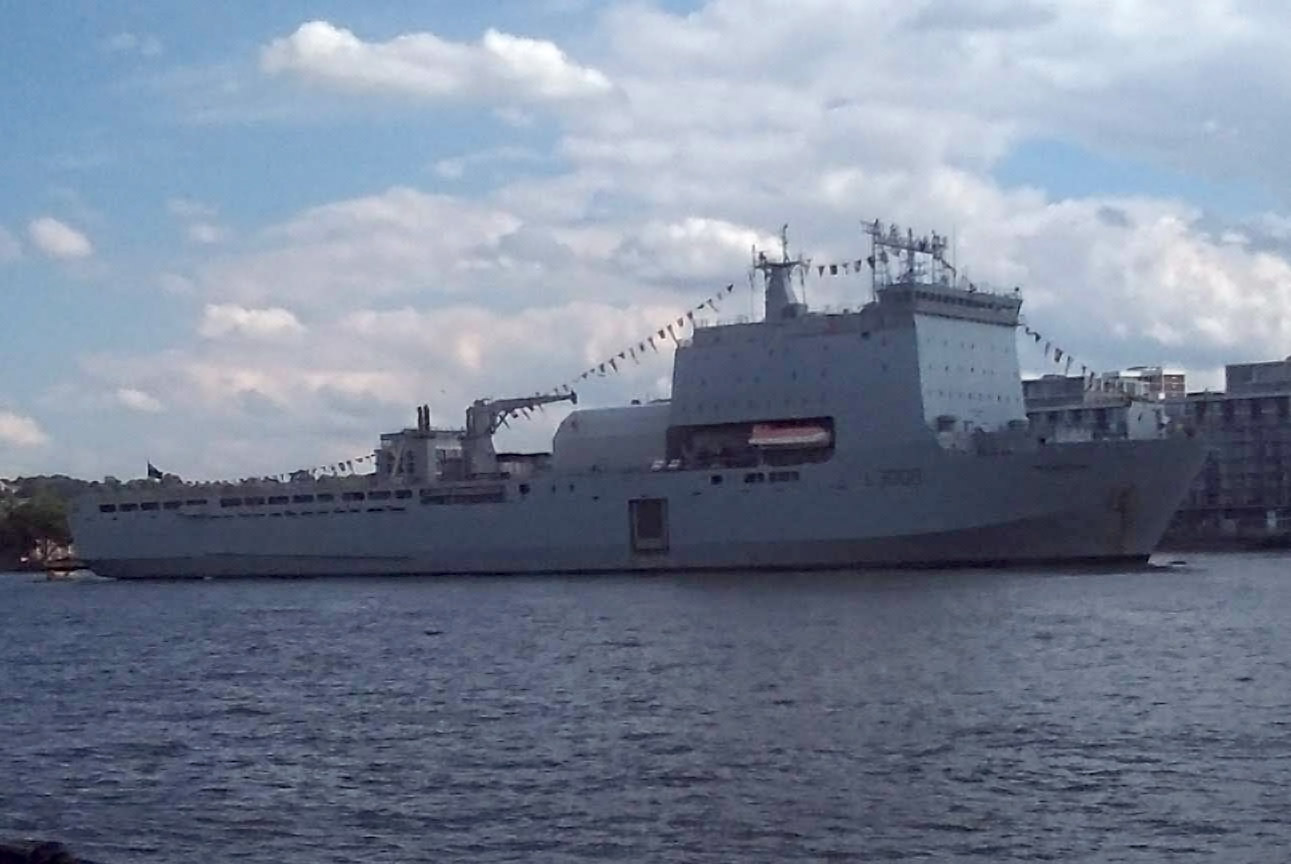
Nave ormeggiata a Greenwich durante il weekend del Giubileo di platino

Il normale giorno festivo di fine maggio è stato spostato a giovedì 2 giugno con un ulteriore giorno festivo venerdì 3 giugno, creando un fine settimana di quattro giorni.
Per consentire al pubblico di assistere agli eventi che si sono svolti nel lungo fine settimana di vacanza, sono stati allestiti grandi schermi nel Mall a Londra, nei Princes Street Gardens di Edimburgo e nel Bute Park di Cardiff. I membri della famiglia reale hanno presenziato ad eventi in tutto il Regno Unito durante il fine settimana festivo. Il 3 giugno la principessa Anna ha visitato lo Zoo di Edimburgo e la HMS Albion in Scozia il 3 giugno. Il giorno seguente il duca e la duchessa di Cambridge hanno visitato il Castello di Cardiff in Galles e il conte e la contessa di Wessex hanno presenziato a degli spettacoli di strada nell'Irlanda del Nord. Il principe di Galles e la duchessa di Cornovaglia sono invece rimasti in Inghilterra.
Nel fine settimana sono state organizzate più di 16.000 feste di strada.
In Inghilterra e Galles, pub, club e bar hanno potuto protrarre la chiusura per altre due ore durante il fine settimana. Durante il fine settimana, Sandringham e Balmoral sono stati aperti ai visitatori, e il Manchester City Centre ha ospitato il Manchester Flower Show, caratterizzato da esposizioni a tema reale, cabine telefoniche floreali, giardini pop-up e verde.

##### 2 giugno

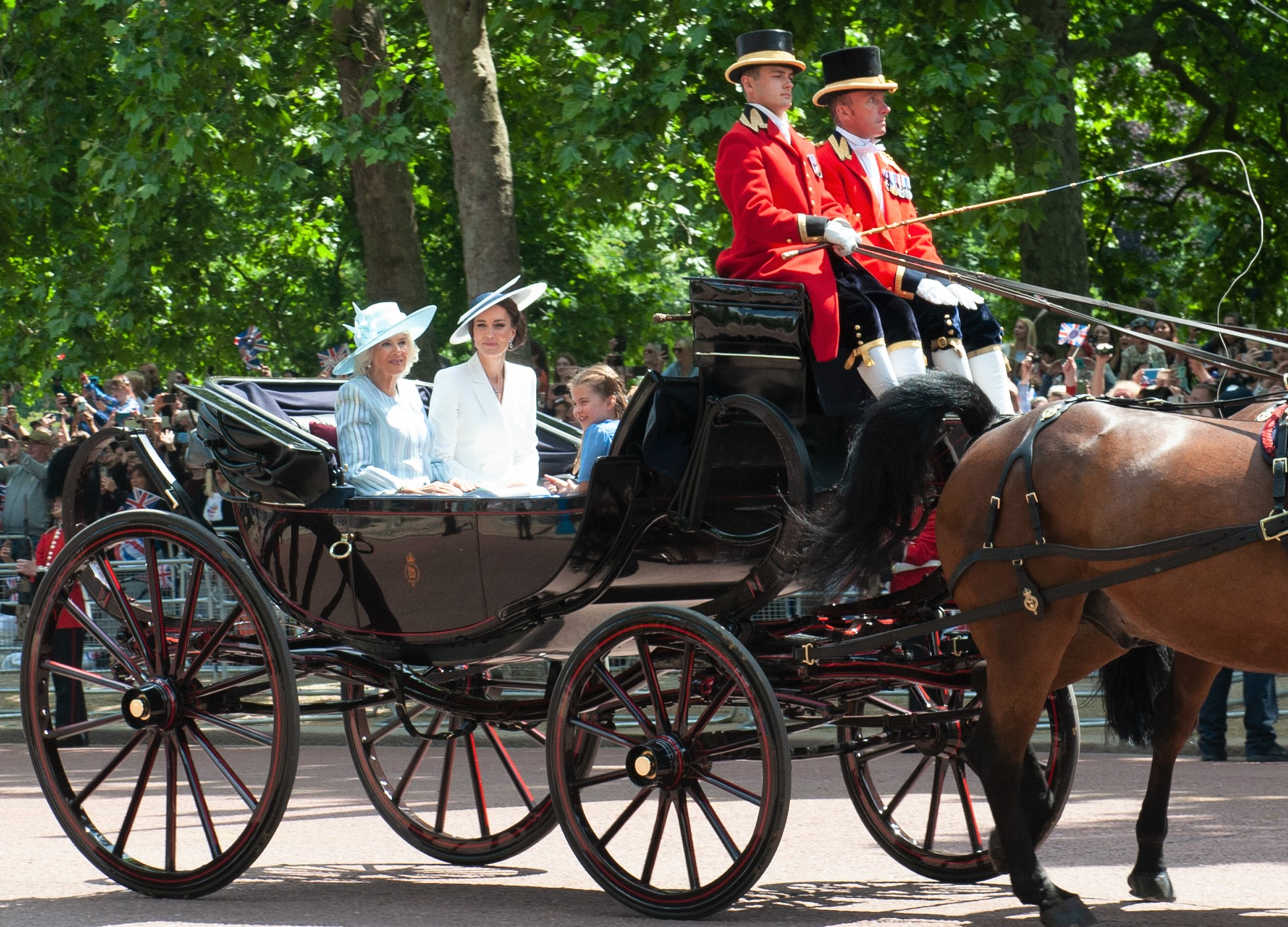
Le duchesse di Cornovaglia e di Cambridge su una carrozza al Trooping the Colour

La parata del compleanno della regina, nota anche come Trooping the Colour, che di solito si svolge il secondo sabato di giugno, si è tenuta giovedì 2 giugno. Alla tradizionale sfilata hanno partecipato oltre 1.400 soldati in parata, 200 cavalli e 400 musicisti. L'evento si è concluso con la Regina e la famiglia reale che hanno osservato un sorvolo della Royal Air Force dal balcone di Buckingham Palace. Il palazzo ha affermato che il tradizionale aspetto del balcone di Trooping the Colour sarebbe stato "limitato a Sua Maestà e a quei membri della famiglia reale che stanno attualmente assumendo incarichi pubblici ufficiali per conto della Regina".
Da Hull Marina è salpata una flottiglia di 70 navi, tra cui sloop, pescherecci da traino, rimorchiatori, motovedette e altro, che è giunta fino all'Humber Bridge. L'evento ha rievocato la flottiglia Humber di 60 barche del 2012 in occasione del Queen's Diamond Jubilee e quella del 1897 nella quale i marinai radunarono le loro barche sull'Humber per celebrare i 60 anni sul trono della regina Vittoria. Nell'Herefordshire è stato fatto sfilare un gigantesco burattino di leone durante il Leominster Festival.

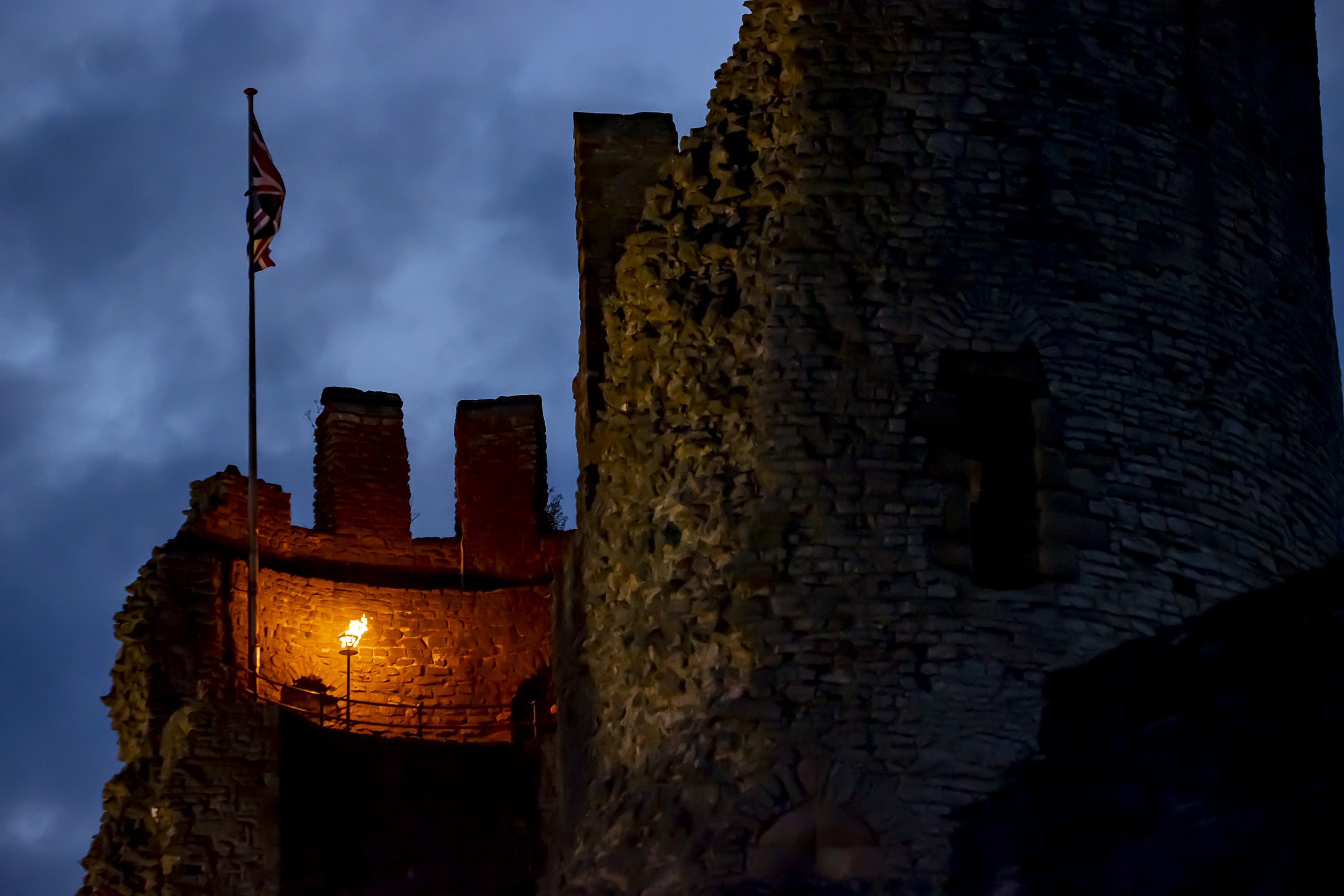
Il Jubilee beacon acceso al Dudley Castle

La tradizione di celebrare giubilei reali, matrimoni e incoronazioni con accensione di torce è stata ripetuta in tutto il Commonwealth. Al Castello di Windsor, la regina ha acceso la torcia principale toccando un globo scintillante. A Buckingham Palace il duca di Cambridge ha rappresentato la Regina mentre veniva accesa la torcia principale, l'albero degli alberi. Più di 3.500 torce sono state accese in tutto il mondo. Con una raccolta fondi tra £ 50.000 e £ 70.000, indetta dal Royal Borough of Windsor e Maidenhead, sono stati illuminati Windsor ed Eton Bridge.

##### 3 giugno
Il 3 giugno è stata officiata una cerimonia di ringraziamento presso la Cattedrale di San Paolo. Dopo la funzione, i membri della famiglia reale hanno partecipato a un ricevimento alla Guildhall di Londra, ospiti del Lord Mayor. La Regina non ha partecipato a questi eventi, dopo aver provato "disagio" al Trooping the Colour del 2 giugno.
In concomitanza con il Giubileo si è svolta la Corby Pole Fair. A Newmarket si è tenuta una speciale parata del Giubileo, iniziata presso la Memorial Hall e terminata presso la Torre dell'Orologio. Nel centro di Londra, più di 100 corgi reali hanno preso parte a una parata organizzata dal Corgi Club del Regno Unito e dal Great Corgi Club of Britain.
Il governo britannico ha annunciato nuove linee guida per aiutare le aziende ad applicare il simbolo della corona ai "bicchieri da pinta" come tributo alla Regina. Inoltre, è stata pubblicata una consultazione su come attuare una modifica alla legge su pesi e misure, nell'ambito dei piani del governo per rilanciare le misure imperiali nei supermercati del Regno Unito.

##### 4 giugno
Il 4 giugno, la principessa Anna ha partecipato al Derby inglese a Epsom Downs.
In serata, a Buckingham Palace si è tenuto un concerto intitolato 'Platinum Party at the Palace'. La BBC ha trasmesso il concerto, irradiato anche dall'Unione europea di radiodiffusione, come Diamond Jubilee Concert. Il pubblico è stato invitato a presentare domanda per partecipare all'evento.
Il castello di Cardiff ha ospitato un concerto con importanti artisti gallesi tra cui Aled Jones, Bonnie Tyler, il Pendyrus Male Voice Choir e il "drumming weatherman" Owain Wyn Evans. Il concerto si è concluso con un programma "Singing in the Reign" appositamente prodotto per celebrare i successi gallesi degli ultimi 70 anni.

##### 5 giugno
Il 5 giugno, l'ultimo giorno del lungo ponte festivo, le persone sono state incoraggiate a fare un "Grande pranzo giubilare", invitando le comunità a celebrare le loro connessioni e a conoscersi un po' meglio. Sono stati organizzati più di 70.000 Big Lunch nelle quattro nazioni del Regno Unito. Un picnic del Giubileo di platino, a Windsor, è stato quello con il più lungo tavolo mai organizzato, battendo un record stabilito a Memphis, nel Tennessee, nel 2019. L'organizzatore ha affermato che è stato allestito un tavolo lungo 500 metri, 91 in più del record precedente, stabilito al May International Festival di Memphis. Il principe di Galles e la duchessa di Cornovaglia hanno partecipato a un pranzo al campo da cricket The Oval nel sud di Londra, dove è stata servita una torta del diametro di 12 metri preparata dalla National Bakery School. Il conte e la contessa di Wessex hanno partecipato a un pranzo vicino al castello di Windsor.
Nel pomeriggio, sullo sfondo di Buckingham Palace, si è svolta una sfilata con circa 5.000 persone provenienti da tutto il Regno Unito e dal Commonwealth, in combinazione con arti di strada, teatro, musica, circo, carnevale e costumi. C'è stata una parata lungo The Mall tra due file di oltre 200 bandiere di seta, decorate con immagini di speranza disegnate dai bambini, a rappresentare un "fiume della speranza" come parte della rievocazione. Il 5 giugno si è tenuto anche il Thanks Day del 2022, in modo che le persone hanno potuto ringraziare la Regina e le loro comunità. Attori, cantanti, presentatori e star dello sport hanno attraversato Londra su autobus scoperti come parte dell'evento.
All'ippodromo di Musselburgh, in Scozia, si è svolto un Platinum Jubilee Corgi Derby con alcuni dei cani preferiti della Regina che hanno preso parte a una nuova gara di fronte alla folla degli intervenuti. Decine di mongolfiere hanno sorvolato Londra durante il fine settimana.

#### Visite speciali e mostre
Nel corso dell'anno si sono tenute mostre e visite speciali nelle residenze reali ufficiali, tra cui Buckingham Palace, Castello di Windsor e Palazzo di Holyroodhouse. I ritratti, i gioielli, i diademi e le carrozze della Regina sono stati in mostra a Buckingham Palace dal 22 luglio al 2 ottobre 2022. L'abito di incoronazione della Regina è stato esposto, al castello di Windsor, dal 27 luglio al 26 settembre. Nel Palazzo di Holyroodhouse, dal e 3 luglio al 25 settembre, sono stati esposti gli abiti indossati dalla Regina per i suoi giubilei d'argento, d'oro e di diamante.
Il castello di Balmoral ha ospitato la mostra Life at Balmoral, inaugurata il 1º aprile e durata fino al 2 agosto. Allestita nella sala da ballo del castello, ha presentato una collezione di abiti della regina, tra cui kilt, cappotti, cappelli e vestiti.
Nella cattedrale di San Paolo a Londra, da maggio a dicembre, si è tenuta una mostra speciale, intitolata The Monarch and the Changing World, che ha esplorato i giubilei di quattro monarchi britannici: re Giorgio III, la regina Vittoria, re Giorgio V ed Elisabetta II.
Tra il 28 maggio e il 15 giugno, Sotheby's ha ospitato la mostra Power & Image: Royal & Aristocratic Tiaras che ha presentato ritratti reali, manoscritti rari e diademi, tra cui la tiara di smeraldi e diamanti della regina Vittoria, che le fu donata dal principe Alberto, e la tiara Spencer, un cimelio di famiglia che veniva spesso indossato da Diana, principessa del Galles.
Presso The Royal Mint Experience è stata organizzata una mostra che esplora il regno della Regina attraverso le monete coniate durante il suo periodo sul trono.
All'Imperial War Museum di Londra è stato celebrato il rapporto tra la Regina e le forze armate, attraverso l'esposizione di foto.
Il Royal Borough of Windsor and Maidenhead ha chiesto ai cittadini di inviare foto di feste di strada o altre immagini dei precedenti giubilei, per una mostra intitolata 70 Years 70 Photos. Sono state esposte nelle biblioteche, prima del fine settimana del Giubileo.

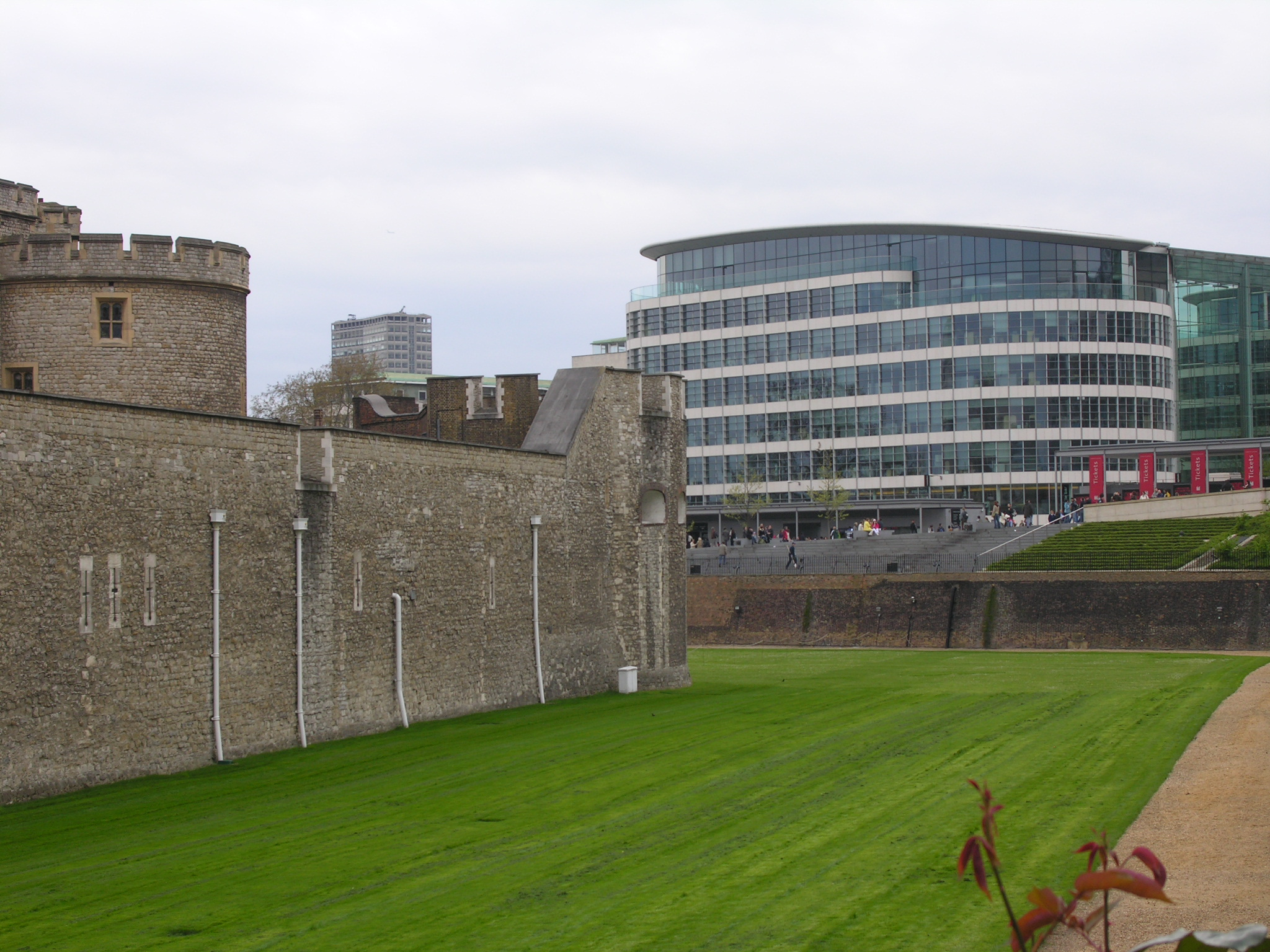
Il fossato della Torre di Londra nel 2006. In esso si è creato un giardino per celebrare il Giubileo

Historic Royal Palaces ha realizzato un giardino a tema Commonwealth nello storico fossato della Torre di Londra. La mostra, intitolata Superbloom, si è tenuta da giugno a settembre. Nella primavera del 2022 sono stati seminati oltre 20 milioni di semi. Alla Torre di Londra è stato donato il Commonwealth of Nations Globe, un globo blu platino, diamanti, oro e argento incastonato all'interno di una corona d'argento su un cuscino blu e oro. Il pezzo è stato inviato al sito accompagnato da una banda militare di 70 elementi ed è stato esposto durante una cerimonia di accensione della torcia del Giubileo a giugno.
Ritratti della Regina, realizzati da artisti che vanno dal musicista graffitista Goldie allo specialista di penne a sfera James Mylne, sono stati esposti ad Art Save The Queen Gallery nel South Bank di Londra, dal 2 al 12 giugno.
Il tetto dell'Abbazia di Westminster è stato aperto al pubblico per la prima volta con tour che si svolgono da giugno ad agosto.
In occasione del Giubileo di platino Madame Tussauds, a Londra, ha esposto sette repliche degli abiti della Regina, indossati da alcune delle sue 24 figure di cera realistiche realizzate da Tussauds durante il suo regno. Anche le figure in cera dei principali membri della famiglia reale hanno ricevuto un restyling per il Giubileo.
La Camera Obscura di Edimburgo ha mostrato illusioni ottiche a tema.
Un ritratto della Regina, realizzato dal robot umanoide Ai-Da e intitolato Algorithm Queen, è stato esposto a Londra nel 2022.
Dal 1° al 29 giugno sono state esposte cinquanta sculture di corgi a grandezza naturale nelle vetrine e nei foyer di negozi e attività commerciali ad Altrincham. Chiamato Trooping the Corgis, il progetto ha presentato manichini decorati a mano da artisti e bambini.

#### Altri eventi e tributi
Una medaglia che commemora il Giubileo di platino della regina Elisabetta II è stata assegnata a persone che lavorano nel servizio pubblico, inclusi membri delle forze armate, dei servizi di emergenza e carcerari.
Nell'ambito dei Platinum Jubilee Civic Honours, la Regina ha concesso a diversi insediamenti lo status di città in tutto il Regno Unito. A maggio, è stato annunciato che gli otto centri che riceveranno lo status di città sono: Bangor nell'Irlanda del Nord, Colchester, Doncaster e Milton Keynes in Inghilterra, Dunfermline in Scozia, Wrexham in Galles, Douglas nell'Isola di Man e Stanley nelle Isole Falkland. La città di Southampton ha ottenuto il titolo di mayor. Sei siti storici visitati dalla Regina hanno ricevuto una menzione: la chiesa di Tutti i Santi a Shard End, Birmingham, il Queen's Theatre a Hornchurch, Londra, il Padiglione e colonnato del sole in stile Art déco ad Harrogate, North Yorkshire, gli Archivi dell'Hampshire a Winchester, l'Hotel Imperial a Stroud, nel Gloucestershire e la segnaletica autostradale commemorativa sulla M62, che attraversa lo Yorkshire e il Lancashire.
Il Royal Collection Trust ha pubblicato una raccolta di 77 fotografie dal titolo The Queen: 70 Glorious Years come pubblicazione ufficiale di souvenir. Ha anche prodotto bottiglie di vino, etichettate "English Sparkling Wine: Platinum Jubilee Release" e realizzate con uve Chardonnay, Pinot nero e Pinot meunier coltivate nel Kent e nel West Sussex. Ad aprile, Heinz ha annunciato la produzione di bottiglie, in edizione limitata, di due dei suoi condimenti preferiti, HP Sauce e Salad Cream, ribattezzate rispettivamente HM Sauce e Heinz Salad Queen. Prodotti alimentari a tema giubilare sono stati commercializzati anche da altri marchi, tra cui Coronation Chicken Tower Burger di KFC, Clarence The Corgi Cake di Morrisons, Crown Crust Pizza di Pizza Hut, Union Jack Mochi Donuts di Japan Centre, Coronation Tikka Sub di Subway, e tre pizze in edizione limitata di Franco Manca.
Otto autobus londinesi sulle rotte reali, che passano per Kensington Palace e l'Abbazia di Westminster, hanno ricevuto una livrea viola commemorativa. Messaggi celebrativi verranno riprodotti sulla linea Jubilee, la nuova linea Elizabeth e nelle stazioni che hanno un collegamento reale nel loro nome, come Queen's Road. Reading Buses ha allestito uno speciale autobus Jubilee, che sarà utilizzato a Reading, Windsor e Londra durante tutto l'anno. La Severn Valley Railway ha ridipinto in viola il locomotore 34027 Taw Valley, e lo ha temporaneamente rinominato "Elizabeth II". Il nuovo nome è stato scelto da un sondaggio pubblico. Il locomotore tornerà al suo verde tradizionale tra pochi mesi.
I bambini delle scuole primarie, in Inghilterra e Irlanda del Nord, hanno ricevuto un libro gratuito, intitolato "Queen Elizabeth: A Platinum Jubilee Celebration" (e le scuole nei paesi devoluti del Galles e della Scozia hanno dovuto "aderire" al programma). L'editore DK è stato incaricato dal governo britannico di pubblicare il libro progettato per celebrare le persone, i luoghi, i successi del Regno Unito e del Commonwealth negli ultimi 70 anni. Il libro esplora anche il ruolo della Regina e cosa rappresenta il Giubileo di platino.
Nell'Irlanda del Nord si è tenuto un concorso di progettazione, rivolto ai bambini delle scuole primarie, per creare un'"istantanea dell'Irlanda del Nord". L'opera vincitrice sarà trasformata in un tappeto dalla società dell'Irlanda del Nord Ulster Carpets e successivamente inviata alla Regina. Inoltre, la Regina e gli altri membri della famiglia reale riceveranno i cesti del Giubileo dell'Irlanda del Nord, che conterranno più di cinquanta prodotti di produttori di alimenti e bevande in tutta l'Irlanda del Nord.
Dal 18 gennaio, GB News, una nuova stazione televisiva, ha annunciato che avrebbe eseguito l'inno nazionale alle 5:59 ogni mattina prima dell'inizio dei programmi.
A marzo, la duchessa di Cornovaglia, presidente del Royal Voluntary Service, ha lanciato i Platinum Champions Awards dell'organizzazione per onorare 70 volontari nominati dal pubblico per i loro sforzi nel migliorare la vita nelle loro comunità. Il principe di Galles e la duchessa hanno scritto la prefazione a "The Platinum Jubilee Cookbook", che è stato pubblicato ad aprile. Sono anche apparsi in un episodio speciale della soap opera britannica EastEnders. The Prince's Foundation ha organizzato danze del tè per le persone che soffrono di solitudine e isolamento.
Nel numero di aprile di British Vogue ha presentato per la prima volta la Regina in copertina. Harper's Bazaar ha organizzato una sfilata di moda intorno alla Torre di Londra, con i modelli di Victoria Beckham, Richard Quinn e Sarah Burton ispirati alla Regina. La rivista Hello! ha commissionato un ritratto a Ben Mosley. Un ritratto della Regina è stato svelato da Rob Munday. Intitolato Platinum Queen: Felicity, è stato preso da Munday nel 2004 durante una sessione per creare il primo ologramma 3D della Regina ufficialmente commissionato. Tatler ha commissionato un nuovo ritratto della Regina all'artista nigeriano Oluwole Omofemi, per un'edizione speciale della rivista Tatler. Omofemi ha dipinto la Regina con i capelli neri, che secondo lui rappresentano il "potere della donna". Ha detto: "quando la guardo, vedo qualcuno che ha conquistato la vita".
I membri del Women's Institute hanno realizzato a maglia giocattoli per corgi gallesi e li hanno nascosti in tutto il Regno Unito. Uno conteneva un paio di biglietti gratuiti per il Big Jubilee Lunch a Londra durante il fine settimana del Giubileo. La Elephant Family ha commissionato sette giganteschi manufatti a forma di uovo, ognuno dei quali rappresenta un decennio del regno della Regina. Saranno esposti in tutta la Cadogan Estate a Chelsea come parte della mostra Eggs of an Era, dal 16 maggio al 12 giugno, per aumentare la consapevolezza sul bracconaggio e sulla collezionabilità delle uova di uccelli selvatici.
In marzo, un cucciolo di rinoceronte, nato al Cotswold Wildlife Park a Burford, nell'Oxfordshire, è stato battezzato "Queenie". In maggio, cinque pulcini di pinguino di Humboldt, allo zoo di Londra, hanno preso il nome da personaggi ed eventi famosi degli ultimi 70 anni. I nomi sono Hillary, Apollo, Bobby, Bernie e Mac, in onore dell'alpinista Sir Edmund Hillary, dell'Apollo 11 (navicella dello barco sulla Luna), del calciatore Bobby Moore, dell'informatico Tim Berners-Lee e della navigatrice Ellen MacArthur.
La BBC e The Reading Agency hanno annunciato ad aprile il Big Jubilee Read, un elenco di 70 libri di autori del Commonwealth, dieci per ogni decennio del regno della Regina. Sir Michael Morpurgo ha pubblicato un nuovo libro: There Once Is A Queen.
Il Coro della Terra sta invitando persone da tutto il mondo a imparare e registrare un nuovo arrangiamento di "God Save the Queen", che sarà donato alla Regina.
La Virgin Records ha announciato la ristampa di un singolo dei Sex Pistols del 1977, "God Save the Queen".
In tutta l'Inghilterra, nelle città e nei villaggi, sono apparsi copricapi di lana a tema giubilare. Per l'occasione, la chiesa di Santa Maria nel Somerset è stata ricoperta da oltre 2.000 fiori tessili. I fiori sono stati lavorati a maglia, all'uncinetto e cuciti da volontari.
Nel maggio, presso la Cattedrale di Ely nel Cambridgeshire, la principessa Anna ha presentato ufficialmente un tavolo ricavato da una quercia vecchia di 5.000 anni. Il tavolo lungo 13 metri è stato creato da una quercia nera, che è stata trovata sepolta e conservata in un terreno agricolo a Methwold Hythe, vicino a Downham Market, nel 2012. Gli specialisti hanno trascorso 10 anni a realizzare il pezzo.
A Weymouth, David Hicks ha scolpito un tributo nella sabbia come attrazione per i visitatori. Raffigurava la Regina su una moneta commemorativa da 50 pence e ci sono voluti 10 giorni per completarlo. Nel centro di Barnsley è stata creata una scultura di sabbia, a tema reale, di 20 tonnellate.
A maggio, il London Eye ha aperto una capsula temporale Platinum Jubilee, che rimarrà fino al 4 settembre. Decorata con cimeli, arredi degli anni '50 e fotografie della regina in ogni fase dei suoi 70 anni di regno, serve anche i drink preferiti della Regina. Sulle rovine di Stonehenge e sul Marble Arch sono stati proiettati i ritratti della Regina realizzati durante tutto il suo regno. Il Giubileo è stato celebrato anche al Legoland Windsor Resort, dove sono stati creati uno spettacolo in miniatura lungo il The Mall e una scena di picnic al Castello di Windsor.
Il villaggio di Wellington nell'Herefordshire ha creato 104 spaventapasseri a tema reale.
In maggio il governo del Regno Unito ha lanciato il Platinum Jubilee Village Hall Improvement Grant Fund per fornire finanziamenti in tre anni per sostenere progetti di miglioramento della capitale per i municipi, come l'installazione di Wi-Fi, l'ampliamento degli edifici e la modernizzazione delle strutture.
Il South Gloucestershire Council ha suggerito che il Severn Bridge venga rinominato in onore del Giubileo di platino. Un ponte ferroviario di nuova costruzione vicino a Stonehouse, nel Gloucestershire, è stato chiamato Ocean Jubilee Bridge.
Nella Cattedrale di York è prevista l'nstallazione di una statua della regina Elisabetta II. Alta due metri peserà circa due tonnellate. Una scultura in bronzo, a grandezza naturale, raffigurante la regina nell'uniforme dei Granatieri, sul suo cavallo di nome "Burnese", è stata svelata alla Reale accademia militare di Sandhurst dal conte di Wessex il 27 maggio.
Al Princess Royal & Duke of Fife Memorial Park, a Braemar, verrà costruito un nuovo arco.

### Dipendenze della Corona

#### Guernsey
Una serie di francobolli è stata emessa dalle poste di Guernsey il 4 febbraio 2022. In ogni francobollo, la Regina indossa la collana del Giubileo d'oro della regina Vittoria, che si dice sia uno dei suoi gioielli preferiti. Sono state inoltre coniate monete commemorative del Giubileo.
A Sausmarez Manor, il 22 febbraio, 70 ragazze guida e le loro famiglie hanno piantato 70 alberi.
Anche a Guernsey c'è stato un giorno festivo in più dal 2 al 5 giugno.
Le celebrazioni a Guernsey sono iniziate al Castle Cornet il 2 giugno, e i terreni intorno al castello sono rimasti aperti tutto il giorno gratuitamente, per il divertimento delle persone. A mezzogiorno, al castello, è stata sparata una salva di 21 colpi di cannone. Il Guernsey Yacht Club ha organizzato un Sail Past al Castello Cornet. In serata si è svolta l'accensione di una torcia commemorativa al castello.
Il 4 giugno si è tenuta una festa comunitaria nel parco della Government House, con intrattenimento per le famiglie, attività per bambini e musica, comprese le esibizioni di Belles and Broomstick, Kirsty e George, The Wright Singers e GATE. In serata, la Guernsey Concert Band ha eseguito musica dal barocco alla Big band, inclusa l'esibizione del cantante Poppy Neame, nipote del tenente generale Sir Philip Neame che è stato governatore di Guernsey dal 1945 al 1952.
Il 5 giugno, Guernsey Arts ha tenuto una Platinum Jubilee Celebration Seafront Sunday a St Peter Port.
Ogni parrocchia è stata invitata a realizzare un'esposizione, per partecipare alla gara Platinum Jubilee Floral Guernsey. Le scuole pianteranno "un albero per ogni classe" e ad ogni studente verrà donata una moneta commemorativa da 50 pence.
Eventi si sono svolti ad Alderney durante il fine settimana giubilare. Il 2 giugno la giornata è iniziata con una festa sul Butes e si è conclusa con l'accensione di una torcia commemorativa. La sera del 3 giugno si è tenuta una cena di gala al Braye Beach Hotel. Il 4 giugno una festa del sabato presso la Frette Farm di The Blonde Hedgehog. Il 5 giugno è stata officiata una funzione, da parte di Churches Together, presso la chiesa di Sant'Anna, seguita da una sfilata. Tutti i ristoranti dell'isola hanno servito pranzi domenicali a tema giubilare. Si è svolta una competizione per premiare le case e i giardini meglio decorati e le società sportive si sfideranno per i Trofei del Giubileo.

##### Guernsey Platinum Jubilee Flag
Il Comitato per l'istruzione, lo sport e la cultura ha lanciato un concorso per gli isolani per disegnare una bandiera del Giubileo. Sono stati inviati più di 400 bozzetti. Il vincitore, di Ben Le Marchant, si basa su un francobollo dell'Incoronazione del 1953 con un motivo a onde basato sul mare come collegamento a Guernsey. I colori rosso e giallo sono presi dalla bandiera di Guernsey, e il viola e il bianco rappresentano i colori dell'emblema del Giubileo di platino. Sul Weighbridge Mast sventolerà la bandiera durante tutta l'estate. Un esemplare della bandiera vincitrice è stata inviata alla Regina insieme al messaggio giubilare ufficiale di Guernsey.
Sei disegnii sono stati scelti come secondi classificati e sono apparsi in un gruppo di cartoline del Guernsey Platinum Jubilee.

##### Royal tour
Il conte e la contessa di Wessex hanno visitato Guernsey, Alderney e Sark, dal 9 al 10 maggio, per celebrare il giorno della liberazione e il Giubileo. Prima hanno visitato il Liberation Tea Dance a Beau Séjour, e in seguito si sono recati a Castle Cornet per un servizio ecumenico e hanno consegnato un messaggio dalla Regina, prima di assistere a un'esibizione speciale di "Sarnia Cherie" del Guernsey Music Service Youth Coro. Successivamente hanno assistito alla cavalcata del Giorno della Liberazione. Il giorno successivo, la coppia ha visitato la Forest Primary School di Guernsey, per vedere i preparativi per le loro celebrazioni, dove hanno anche incontrato il vincitore del concorso della bandiera del Giubileo di platino di Guernsey. Ad Alderney, la coppia ha visitato Victoria Street, St Anne e l'Alderney Wildlife Trust (AWT). All'Island Hall, ha partecipato a un ricevimento, e più tardi, presso il sito storico del Forte Romano a Longis, ha aperto formalmente il terreno per il prossimo scavo archeologico del Giubileo di Platino. Successivamente la coppia è salita a bordo dell'unico servizio ferroviario delle Isole del Canale presso la piattaforma restaurata dell'Arsenal. A Sark, ha consegnato al personale del servizio di emergenza le medaglie del Giubileo di Platino e ha incontrato la Generazione Occupazione di Sark nell'Isola Hall, dove il conte ha consegnato un messaggio della Regina.

#### Isola di Jersey
Nell'Isola di Jersey sono state coniate monete commemorative, e un francobollo emesso il 1º giugno. Il francobollo raffigura una fotografia scattata da Dorothy Wilding nel 1952 ed è stampato con diversi "effetti speciali di inchiostro", incluso l'utilizzo di un inchiostro iridescente che conferisce all'abito, alla corona e alla collana della Regina un "sottile scintillio".
Il giorno della ricorrenza dell'accesso al trono della Regina, il "bailiff" di Jersey le ha inviato un messaggio di congratulazioni. Tutte le chiese di Jersey hanno suonato le campane a mezzogiorno per 15 minuti.
Gli eventi a Jersey si sono svolti nella prima settimana di giugno. Il 1º giugno, la milizia di Jersey ha sparato una salva di cannone di 21 colpi ed è stato tenuto un ricevimento presso la Government House. Il 2 giugno, è stata accesa la torcia del Giubileo di platino della Regina a Glacis Field, davanti a una folla di 5.000 persone. Il 3 giugno, il Jersey International Motoring Festival Pageant ha organizzato una marcia formale dei rappresentanti di tutte le organizzazioni in uniforme del Jersey. Il 5 giugno si è tenuta una funzione presso la Town Church, guidata da Mike Keirle, il decano del Jersey. Nel pomeriggio è stato organizzato l'high tea sulla strada principale e una gara all'ippodromo di Les Landes.
Jersey Heritage ha ospitato numerosi eventi e gli isolani sono stati invitati a godersi un picnic giubilare all'Elizabeth Castle.

##### Royal tour
Il conte e la contessa di Wessex hanno visitato Jersey dall'8 al 9 maggio per celebrare il giorno della liberazione e il Giubileo. Alla Government House di St Saviour, il conte e la contessa hanno incontrato membri della comunità e della Commonwealth Games Association Jersey, del Premio del Duca di Edimburgo a Jersey e Jersey Mencap. Per commemorare il Giubileo di platino, la coppia ha svelato la meridiana del Giubileo di platino ("Le temps s'passes vite"). Più tardi, alla Royal Jersey Agricultural and Horticultural Society, la coppia ha visto oggetti legati all'occupazione tedesca. Il giorno successivo, la coppia ha scoperto una targa sulla nuova batteria ufficiale di cannoni a salve del Jersey in memoria del principe Filippo, duca di Edimburgo. All'evento del Giorno della Liberazione, il conte ha letto un messaggio della Regina. La coppia ha poi incontrato membri della "generazione dell'occupazione". Il conte e la contessa in seguito hanno assistito alla marcia del Giorno della Liberazione, che comprendeva bande musicali, unità militari, veterani e organizzazioni giovanili.

#### Isola di Man
Le poste dell'Isola di Man hanno emesso una nuova collezione di francobolli il 6 febbraio in occasione del Giubileo. Ciascuno degli otto francobolli commemorativi presenta un'immagine della Regina, che detiene il titolo di Lord of Man, insieme alle parole di "God Save the Queen".
In un evento organizzato dal Douglas Borough Council, degli scolari hanno piantato 70 alberi accanto a una nuova pista ciclabile a Spring Valley, lungo il bordo del campo da golf di Douglas. Sono state scelte specie di alberi che si trovano sul terreno di Buckingham Palace e includono betulla argentata, ciliegio selvatico fiorito, quercia inglese e tigli a foglie piccole.
Il governo di Manx ha creato un Platinum Jubilee Event Fund che fornisce una sovvenzione fino a £ 5.000 per aiutare a finanziare progetti e celebrazioni basati sulla comunità organizzati dalle autorità locali, comunità senza scopo di lucro/gruppi di volontariato e enti di beneficenza locali, in onore del Giubileo.
Nell'aprile 2022 è stato coniato un gruppo di cinque monete commemorative da 50 pence che delinea il ruolo della Regina come Lord of Mann e raffigura bestie reali insieme alle parole "God Save the Queen". Il Tesoro ha anche coniato una sovrana in oro e argento, con sopra i 70 anni incisi in numeri romani.
A Douglas, la capitale dell'Isola di Man, è stato concesso lo status di città. Il primo ministro Alfred Cannan ha affermato che è stato "un enorme onore per l'isola" che celebra il suo "mix unico di cultura, storia e patrimonio".
Il governo di Manx ha donato alla Regina una spilla a forma di isola, realizzata da Element Isle. Il design della spilla "Infinity Isle of Man" delinea l'isola con quattro gemme (topazio blu, citrino, ametista e smeraldo) che rappresentano le città di Ramsey, Peel, Castletown e Douglas. I colori delle pietre sono stati selezionati per rappresentare il tartan Manx.
Anche nell'isola di Mann c'è stato un ponte festivo di quattro giorni, dal 2 al 5 giugno. Il 2 giugno sono state accese delle torce nella chiesa di St Ninian, al Molo Raglan a Port Erin, alla Fattoria Ballavell di Ballasalla, al Douglas Head e a Slieau Lhost. Il 3 giugno si è svolta una festa di strada presso la Biblioteca della famiglia e una celebrazione dei Commissari Arbory e Rushen. Il 5 giugno si è tenuto un servizio religioso di ringraziamento e in tutta l'isola dei grandi pranzi giubilari.
Il 25 giugno i Commissari distrettuali di Onchan organizzeranno la "Festa nel Parco". Il Douglas Jubilee Carnival si terrà il 23 luglio organizzato dal Douglas Borough Council.

### Territori britannici d'oltremare

#### Isola di Ascensione
Il 14 aprile sono stati emessi dei francobolli commemorativi dall'Isola di Ascensione.

#### Bermuda
Nel novembre 2021, il governatore delle Bermuda ha ospitato una cerimonia, presso la Government House, con la piantumazione di 70 alberi.
Nel maggio 2022 è stato collocato uno stendardo gigante della Regina sul Seon Place Building ad Hamiton.
Il 2 giugno, il Governatore ha dato un ricevimento, per il compleanno della Regina e il Giubileo di platino, presso la Government House. Il giorno seguente il Governatore e il Primo ministro hanno piantato due alberi in occasione del Giubileo. Il 4 giugno, l'annuale Queen's Birthday Parade si è svolta lungo Front Street. Il Governatore ha consegnato ai rappresentanti dei servizi in uniforme le medaglie del Giubileo di platino. Il 5 giugno c'è stata una funzione religiosa di ringraziamento presso la Cattedrale della Santissima Trinità, ad Hamilton, e il 12 giugno, nella chiesa di St. Peter, St. George's si officerà una funzione in occasione del Giubileo di platino e del decimo anniversario della Intitolazione della Chiesa di San Pietro come "Cappella di Sua Maestà".

#### Territorio antartico britannico
Il Territorio antartico britannico ha coniato una moneta da 50 pence per commemorare il Giubileo. La moneta presenta il monogramma reale della Regina circondato da una rosa, in rappresentanza dell'Inghilterra, un narciso per il Galles, un cardo per la Scozia, e trifogli per l'Irlanda del Nord. Il design incorpora anche l'emblema del Giubileo.
Il 24 marzo sono stati emessi francobolli commemorativi del Giubileo.

#### Isole Vergini britanniche
Il 2 giugno, nelle Isole Vergini britanniche, sono state accese delle torce commemorative del Giubileo.

#### Isole Cayman
Le celebrazioni delle Isole Cayman sono iniziate con l'apertura di una mostra commemorativa da parte del Museo Nazionale delle Isole Cayman il 5 febbraio.
Il giorno della commemorazione dell'ascesa al trono della Regina, il governatore e il primo ministro delle Isole Cayman hanno rilasciato dichiarazioni. Il primo ministro Wayne Panton ha dichiarato: "I Caymaniani, in particolare le nostre generazioni più anziane, hanno sempre tenuto Sua Maestà la Regina nella massima stima". Lo stesso giorno si è tenuta una seduta straordinaria alla Camera del Parlamento. Il governatore ha letto un apposito proclama e altri discorsi sono stati tenuti dal presidente del parlamento, dal primo ministro e dal leader dell'opposizione. Un momento di silenzio di 70 secondi è stato osservato in tutte le Isole Cayman alle 12:15 per celebrare i settant'anni dalla morte di re Giorgio VI. Durante questo periodo le stazioni radiofoniche sono rimaste mute e sono state suonate le campane in molte chiese.
Nel Commonwealth Day è stata inaugurata una mostra commemorativa, che proseguirà fino alla fine di giugno, nel foyer della House of Parliament. La mostra presenta fotografie storiche delle visite della Regina alle Isole Cayman, oltre a cimeli reali e emissioni di francobolli reali del servizio postale.
Il 1º marzo è stata lanciata la Cayman Platinum Cake Competition. Il 28 aprile nove finalisti sono stati invitati, alla Government House, per un test di assaggio dai giudici Lori-Ann Foley, Brittani Seymour, Elizabeth Larsen e Mark Lea. La ricetta vincitrice, di Anne Frawley, si chiama "Cayman Sunrise Cake", adattata per includere sapori e ingredienti originari delle Isole Cayman. La torta è stata servita al Queen's Birthday Party il 6 giugno.
I ministeri della gioventù, dello sport, della cultura e del patrimonio hanno lanciato una competizione per trovare una canzone o un jingle che "esemplifichi la celebrazione dei 70 anni di regno della Regina". Il concorso è aperto a cantautori nazionali, artisti della registrazione vocale e compositori fino al 3 giugno. Le tre migliori opere vincitrici saranno annunciate l'11 giugno al DART Park Amphitheatre.
Il Museo nazionale ha ospitato un Looky Ya a tema giubilare il 14 maggio. Il 16 maggio, nel centro di George Town si è tenuto il Cayman Islands Charity Auto Show.
Il 2 giugno sono state accese delle torce commemorative nel parco di Pedro St. James, a Grand Cayman e nei giardini di Cristoforo Colombo a Cayman Brac. Un concerto all'aperto ha visto le esibizioni del Coro nazionale e dell'Orchestra nazionale della Grand Cayman, mentre le esibizioni musicali si sono svolte a Brac. Il 3 giugno si è tenuto un concerto di musica dal vivo nel centro di George Town. Per tutto il fine settimana sono stati piantati alberi nelle Isole come parte di The Queen's Green Canopy. Il 5 giugno si è tenuta una funzione religiosa di ringraziamento presso la Elmslie Memorial Church. Lo stesso giorno si è svolto un tea party per bambini presso il Queen Elizabeth II Botanical Park. Il 6 giugno, i Caymaniani hanno festeggiato con la tradizionale parata e festa in giardino presso la Government House. Lungo Seven Mile Beach si è svolto anche uno spettacolo pirotecnico serale.
A Grand Cayman si terrà uno spettacolo aereo internazionale.

#### Isole Falkland
Le Isole Falkland hanno emesso francoboli commemorativi il 24 marzo.
Stanley, la capitale delle Isole Falkland ha ottenuto lo status di città. Il governo delle isole ha detto che era "al settimo cielo" e che avrebbe "festeggiato con i pinguini".
Il 2 e 3 giugno sono stati giorni festivi. Il 1º giugno si è tenuto un ricevimento presso il municipio. Il 2 i membri in prima linea in servizio della polizia delle Isole Falkland, dei vigili del fuoco e del salvataggio, delle forze di difesa e di altri servizi di emergenza, hanno ricevuto medaglie commemorative del Giubileo di platino presso la Government House. L'accensione della torcia commemorativa è avvenuta presso Moody Brook e Government House. Il 3 giugno è stata officiata una funzione religiosa nella cattedrale di Christ Church. Il 4 giugno si sono svolti, presso il Municipio, eventi e celebrazioni comunitarie. Il 5 giugno, sempre nel Municipio, si è tenuto un concorso di torte.

#### Gibilterra
Il giorno della ricorrenza dell'ascesa al trono, il governatore e il primo ministro di Gibilterra hanno rilasciato dichiarazioni e reso omaggio alla Regina. La bandiera dell'Unione è stata sventolata dal castello moresco per tutto il giorno. Il 7 febbraio, il Royal Gibraltar Regiment ha sparato un colpo di cannone dalla Grand Battery.
Il 25 aprile Gibilterra ha emesso una serie di francobolli commemorativi.
Come nel Regno Unito, c'è stato un doppio giorno festivo il 2 e 3 giugno. Il 2 giugno si è svolto un festival gastronomico "Jubilita" nelle tre piazze della città di Gibilterra: Theatre Royal Square, John Mackintosh Square e Campion Park. Il Festival ha offerto un percorso storico attraverso il regno della Regina, con piatti di epoche diverse. Il 4 giugno si è tenuta una festa di strada presso la Governor's Parade.
Il conte e la contessa di Wessex hanno visitato Gibilterra dal 7 al 9 giugno.
Gli Archivi nazionali di Gibilterra hanno organizzato una mostra giubilare, alla Galleria Gustavo Bacarisas, dal 7 giugno al 27 luglio.

#### Montserrat
A Montserrat i festeggiamenti sono iniziati a metà maggio con quiz radiofonici. Dal 13 al 30 maggio si sono svolte cerimonie di premiazione per onorare il personale in uniforme che aveva prestato servizio per 5 o più anni all'interno della Royal Montserrat Defense Force, del Royal Police Service, della prigione di Sua Maestà e dei servizi di soccorso e antincendio di Montserrat.
Il 2 e 3 giugno sono stati giorni festivi. Il 2 giugno, a Little Bay, si è svolta una cerimonia per l'accensione della torcia commemorativa, con un concerto all'aperto. Il 3 giugno si è svolta una sfilata cerimoniale a Salem Park, seguita dalla festa di compleanno della regina il 4 giugno. Cerimonie di piantumazione di alberi si sono svolte in tutta l'isola di Montserrat. Altre attività hanno riguardato concorsi di poesia e arte per bambini e attività sociali per varie fasce d'età.

#### Isole Turks e Caicos
Il 6 giugno il governatore Nigel Dakin ha proclamato un giorno festivo supplementare in tutte le isole Turks e Caicos. Inoltre, il giorno festivo del compleanno della Regina è stato celebrato il 3 giugno, anziché il 13, per creare una celebrazione del fine settimana di quattro giorni. "I cittadini e i residenti delle isole Turks e Caicos hanno goduto di uno speciale fine settimana di quattro giorni per la celebrazione del Giubileo del 2022 che ha unito le isole al più grande Commonwealth per rendere omaggio al regno storico di Sua Maestà", come dichiarato dall'ufficio del governatore.
Le celebrazioni hanno comportato eventi a Grand Turk, una cerimonia di piantumazione di alberi, una cerimonia di accensione della torcia commemorativa e la Queen's Birthday Parade.
A diversi dipendenti pubblici sono state assegnate medaglie del Giubileo di platino per il loro servizio nel corso degli anni, in particolare alle persone che hanno prestato 18, 25 e 30 anni di servizio alle dipendenze della Corona.

## Altri paesi
Cerimonie di piantumazione di alberi si sono svolte in diversi paesi come parte del Queen's Green Canopy. Il 3 ottobre 2021, la principessa Anna ha piantato un albero presso la residenza dell'ambasciatore britannico in Francia. Il 3 novembre 2021, Nigel Baker, ambasciatore britannico in Slovacchia, ha piantato un albero in un parco locale a Žilina su iniziativa dell'architetto paesaggista Marek Sobola. L'11 gennaio 2022, la contessa di Wessex ha piantato un albero presso la cancelleria diplomatica britannica in Qatar.
Durante il fine settimana festivo, la Virgin Atlantic ha offerto ai passeggeri, che volavano negli Stati Uniti e nei Caraibi, alcune prelibatezze come parte delle celebrazioni della compagnia aerea.
Re Abd Allah II di Giordania ha reso omaggio alla Regina in un'intervista alla BBC. Papa Francesco ha inviato un telegramma alla Regina ed le ha espresso i suoi auguri in occasione del suo Giubileo di platino. Il leader nordcoreano Kim Jong-un ha inviato un messaggio di congratulazioni tramite l'ufficio del Ministero degli Affari Esteri della Corea del Nord. La Regina gli aveva inviato una lettera di congratulazioni in occasione della festa nazionale l'anno prima.

### Azerbaigian
Il 16 maggio il presidente dell'Azerbaigian ha donato alla Regina un cavallo del Karabakh di nome "Shohret" e sculture di un cavallo del Karabakh chiamato "Alkan" e di un cavallo Dilbaz chiamato "Galkhan".

### Cambogia
Il 30 aprile il Ministero dell'ambiente della Cambogia, in collaborazione con l'amministrazione provinciale di Kampot, con il supporto dell'ambasciata britannica a Phnom Penh, ha piantato 1.000 alberi di mangrovia, nell'ambito del Queen's Green Canopy, nella comunità di pescatori di Prek Tnoat e nel comune di Bokor Town, provincia di Kampot.

### Cina
A Hong Kong, ex colonia britannica, il 2 giugno si è svolta una cena giubilare organizzata dalla Royal Commonwealth Society Hong Kong Branch presso l'Hong Kong Club.

### Danimarca
La regina Margherita II di Danimarca, che nel 2022 celebra il suo giubileo d'oro, ha reso omaggio alla Regina in un'intervista a ITV. Ha anche inviato una lettera alla Regina il 31 maggio, in cui ha scritto:
(Margherita II di Danimarca)

### Francia
(Emmanuel Macron, Presidente della Repubblica francese, 2022)
Nel giorno della commemorazione dell'ascesa al trono della Regina, l'ambasciata di Francia nel Regno Unito ha piantato un "Royal Beauty" melo della Normandia. L'ambasciata ha affermato che la semina "ha messo in evidenza i legami storici del Regno Unito con la Normandia, di cui le mele sono una specialità".
Il 28 maggio, le Frecce Rosse hanno preso parte a un'esibizione aerea su Le Touquet.
Il presidente Emmanuel Macron ha donato alla regina un cavallo di sette anni chiamato "Fabuleux de Maucourt", che faceva parte della Guardia Repubblicana del presidente. Tra gli altri doni figuravano una sella cerimoniale e una sciabola da cavalleria.
Il 2 giugno, gli edifici sulle coste dell'Alta Francia, che si affacciano sul Regno Unito, sono stati illuminati in onore della Regina. All'Arco di Trionfo, il presidente Macron ha partecipato a una cerimonia di riaccensione della fiamma in occasione del Giubileo. L'inno God Save the Queen è stato suonato dalla banda di ottoni Royal Regiment of Scotland, seguito da La Marsigliese eseguita dall'orchestra della Guardia Repubblicana.
Nel British Normandy Memorial verrà piantato un vialetto con 70 carpini, uno per ogni anno di regno della Regina.

### Italia
Il 5 giugno si è tenuto un concerto giubilare presso la Chiesa anglicana di Tutti i Santi, a Roma. I Nuovi cantanti da camera e l'Orchestra di Tutti i Santi hanno eseguito la musica suonata in occasione dell'incoronazione della Regina.
La big band "Smile Orchestra" di Roma ha partecipato al Giubileo di Platino con un concerto swing (5 giugno) dove sono state eseguite, come omaggio, le musiche della giovinezza della sovrana. Il concerto è stato oggetto di interviste a cura della RAI e BBC.
Il marchio di lusso italiano Bulgari ha presentato il diadema di alta gioielleria Jubilee Emerald Garden che può essere indossato sia come copricapo che come collana.

### Giappone
L'ambasciata britannica pianterà un albero e continuerà la tradizione della Regina che piantò diverse querce in Giappone durante la sua visita nel 1975. L'ambasciata prevede anche di ospitare un "Big Japan Jubilee Lunch" nel corso dell'anno.
Dieci hotel a Tokyo e Osaka organizzeranno il "Platinum Jubilee Afternoon tea & Cake Competition", per organizzare un tè pomeridiano di ispirazione britannica e per creare una torta "degna di una regina". I finalisti saranno annunciati all'evento The Queen's Birthday Party presso l'ambasciata britannica il 16 giugno.

### Messico
Il 2 e 3 giugno, l'ambasciata del Regno Unito a Città del Messico ha organizzato una cena giubilare e una mostra fotografica dei momenti più importanti del regno di Elisabetta II con concerto organizzato dal diplomatico britannico Jon Benjamin.

### Repubblica d'Irlanda
Il principe di Galles e la duchessa di Cornovaglia hanno visitato la Repubblica d'Irlanda dal 24 al 25 marzo. Nella Contea di Waterford, la coppia ha visitato il centro di Waterford, incontrando i membri della comunità ucraina, ha visitato una selezione di musei e ha appreso la storia della Reginald's Tower. Nella Contea di Tipperary, ha visitato un mercato a Cahir, il Cahir Castle e la Rocca di Cashel.

### Romania
Nel giorno della ricorrenza dell'ascesa al trono, Margherita, custode della Corona di Romania, ha inviato un messaggio alla Regina. La famiglia reale rumena prevede di partecipare a diversi eventi del Giubileo di platino durante tutto l'anno. Al Castello Săvârșin, in Romania, è stato piantato un albero di carpino. Il 18 febbraio Margherita e Andrew Noble, ambasciatore britannico in Romania, hanno scoperto una targa a ricordo dell'evento.

### Svizzera
L'ambasciata britannica a Berna, in collaborazione con World Radio Switzerland, ha chiesto ai cittadini svizzeri di suggerire persone che hanno dato un contributo eccezionale alla vita degli altri in Svizzera per "The Platinum Champions Awards". I vincitori sono stati invitati al picnic giubilare "Cheers for Volunteers", che si è tenuto il 5 giugno presso la Residenza dell'Ambasciatore del Regno Unito a Berna.
La British Residents Association ha programmato una serie di eventi in tutta la Svizzera nel mese di giugno.

### Emirati Arabi Uniti
Il 3 e 4 giugno, la nave con sede a Dubai, Queen Elizabeth 2, ha ospitato cene di gala, spettacoli di varietà, quiz, tè pomeridiani e tour della nave.

### Stati Uniti d'America
In occasione del 96º compleanno della Regina, l'azienda statunitense produttrice di giocattoli, Mattel, ha messo in commercio una bambola Barbie con le sembianze della Regina. La bambola è abbigliata con un elegante abito color avorio e con un nastro azzurro ornato da decorazioni.
L'ex presidente Barack Obama ha inviato un messaggio alla Regina:
(Barack Obama)
Il 2 giugno, il Giubileo è stato celebrato sui gradini di ingresso di 'Iolani Palace, alle Hawaii. Gli eventi hanno compreso spettacoli musicali, l'accensione di due torce commemorative e la firma del libro degli ospiti. È stato inoltre evidenziato il rapporto, formatosi nel XIX secolo, tra i monarchi hawaiani e la famiglia reale britannica.
A Williamsburg, in Virginia, il 2 giugno si è svolto un concerto, con 14 melodie, davanti al Palazzo del Governatore nella Colonial Williamsburg, al termine del quale si è svolta una cerimonia formale con fanfara di trombe, "A Song for the Commonwealth", accensione delle torce del Giubileo e tre melodie eseguite con cornamuse e tamburi. Dal 2 giugno al 4 giugno, la Historical Society of Mount Libano, in Pennsylvania, ha ospitato una mostra di soldatini di oltre 500 pezzi raffiguranti il Trooping the Colour. La Luck Area Historical Society, in Wisconsin, ha ospitato un pranzo leggero il 4 giugno.
Il 5 giugno, a Greenville, nella Carolina del Sud, si è tenuto un canto liturgico e un ricevimento del Giubileo di platino presso la Christ Church.

## Giubileo sui social media
Nel maggio 2022, sui social media, sono stati pubblicati emoji e adesivi a tema Giubileo.
Su Twitter è stata inserita una nuova emoji di corgi chiamata "PJ the corgi", che è apparsa con gli hashtag #PlatinumJubilee, #HM70, #PlatinumPartyatthePalace, #PlatinumJubileePageant e #TheBigJubileeLunch.
Su Instagram è stata lanciata una serie di adesivi a tema Giubileo, tra cui una guardia e il suo cavallo che si godono un tè del Giubileo, una corona, una bottiglia di champagne scoppiettante e una versione diversa di "PJ" che strizza l'occhio e ha un collare che dice "70".